# Buffy l'ammazzavampiri
Buffy l'ammazzavampiri (Buffy the Vampire Slayer) è una serie televisiva statunitense horror-action prodotta tra il 1997 e il 2003 e scritta da Joss Whedon, già autore dell'omonimo film del 1992 che costituì un insuccesso commerciale, e la cui trama fu ripresa per la nuova serie televisiva.
La protagonista eponima della serie è Buffy Summers, ragazza di Los Angeles cui è affidato il ruolo di Cacciatrice di vampiri, demoni e forze del male, assistita da un gruppo di amici, che la sostiene nella lotta.
L'intera serie consiste di 144 episodi ripartiti su 7 stagioni (la prima di 12 episodi, le altre di 22). Negli Stati Uniti il primo episodio della serie fu trasmesso il 10 marzo 1997 e l'ultimo il 20 maggio 2003.
Originariamente trasmesso negli Stati Uniti da WB, nelle sue prime stagioni Buffy tenne testa in termini di audience alle serie prodotte dagli altri quattro grandi network nazionali, ABC, NBC, CBS e Fox nonostante la sproporzione di dimensioni. Quando il 17 settembre 2006 WB cessò le trasmissioni Buffy fu riconosciuta da TV News come la «serie più memorabile» trasmessa dall'emittente, nonché terza assoluta in tale classifica dopo Star Trek e The X-Files.
La serie è nota anche con l'acronimo BtVS.

## Storia

### Progetto e lungometraggio
Lo sceneggiatore Joss Whedon, parlando della creazione della serie televisiva, rivela che Rhonda, la cameriera immortale era per lui la prima incarnazione del "concetto Buffy", la semplice idea di una donna qualunque che sembra essere del tutto insignificante, ma che in realtà si scopre essere straordinaria. Questo precoce e realizzabile progetto vedeva quindi al centro una donna determinata e sicura, che fosse considerata eroina e soddisfacesse l'orgoglio femminista. Nel 1988 Whedon vendette lo script alla Sandollar Production, che, nel 1991, lo proposero a Kaz e Fran Rubel Kuzui che lo accettarono alla condizione che il film fosse stato diretto da Fran. I Kuzui convinsero la 20th Century Fox a finanziare il film, la cui protagonista fu interpretata da Kristy Swanson, per 9 milioni di dollari in cambio dei diritti di distribuzione mondiale. La regista Fran Rubel Kuzui concepì il film come una visione dei vampiri nella cultura pop degli anni novanta, in disaccordo con Whedon. L'industria cinematografica l'aveva annunciato come un grande successo e arrivò nelle sale americane il 31 luglio 1992. Le aspettative erano forse esagerate, ma di fatto il film è ritenuto un flop. La trama del film resta comunque il modello dell'omonima serie che lo seguirà; le vicende del lungometraggio saranno, infatti, utilizzate nello sviluppo della trama della serie televisiva. Il film parla di Buffy Summers, tipica ragazza americana che rispecchia l'archetipo della cheerleader: bella, popolare, un po' svampita, concentrata unicamente sulla moda e vicende amorose (questo ritratto sarà utilizzato allo stesso modo nel serial per la presentazione di Buffy prima che ricevesse la "chiamata"). Un giorno viene avvicinata da Merrick, un signore che si presenta come suo Osservatore e le annuncia il suo nuovo destino di Cacciatrice: in ogni generazione una ragazza viene prescelta per affrontare da sola i vampiri, i demoni e le forze dell'oscurità; dopo la morte dell'ultima ammazzavampiri, la nuova prescelta è Buffy (questo avvicendamento sarà la spiegazione del ruolo della Cacciatrice anche nella serie).

### Ideazione della serie
Nonostante l'insuccesso al botteghino le vendite delle versioni home video erano più soddisfacenti e Fran Rubel Kuzui e Gail Berman (che era stato il produttore esecutivo del film) contattarono Whedon chiedendogli se sarebbe stato interessato a produrre uno show televisivo basato sulla stessa storia del film. Whedon ha raccontato: «Dissero, "Vuoi dar vita a uno show?" E pensai, "La scuola superiore come un film horror" ... e così è come glielo vendetti". Decise inoltre che la metafora sarebbe stata il punto forte della serie e così la serie acquisì una struttura complessa e molteplici livelli di lettura. Sotto i toni da commedia teen-horror si nasconde infatti un serial in grado di indagare intenzionalmente la complessità dei rapporti tra le persone e gli elementi fantastici e soprannaturali fungono da metafore attraverso cui vengono descritte condizioni dell'uomo quali la solitudine, il rimorso, il potere, l'amore, la depressione, l'odio.
Tutto questo, unito ad un uso moderno del linguaggio televisivo, concretizzatosi nell'argutezza dei dialoghi e negli innumerevoli riferimenti alla cultura pop, fa ritenere da molti che Buffy L'ammazzavampiri sia una pietra miliare dell'intrattenimento seriale. Whedon così procedette alla scrittura di un filmato di 25 minuti che fu presentato come episodio pilota a varie emittenti televisive, tra cui la Warner Bros., che infine la comprò. Quest'ultima promosse la messa in onda della première con un montaggio di alcune clip riguardo alla storia di Buffy. Seppur non accreditata, anche la cantautrice Dolly Parton ha fatto parte dei produttori della serie per la sua intera durata.

### Messa in onda
Così negli Stati Uniti il 10 marzo 1997 decolla la serie che durerà fino al 20 maggio 2003. Dapprima la serie viene messa in onda dal network della Warner Bros., poi, una volta trasmesse le prime cinque stagioni, viene trasferita su United Paramount Network (UPN) per le ultime due stagioni. In Italia si è dovuto invece aspettare fino all'11 giugno 2000, quando fu lanciato il primo episodio su Italia 1, dove verranno trasmesse tutte le sette stagioni. La serie termina il 1º febbraio 2005. In Italia è replicata da Italia 2 e Fox nel 2011, da MTV nel 2012 e da Spike TV nel 2019. Buffy, nonostante il successo negli Stati Uniti, Francia e Germania, ha però subito la sorte di molte altre serie con tagli, adattamenti e doppiaggi approssimativi e orari di trasmissione poco appetibili. In particolare, è stata oggetto di varie discussioni la molto sospetta censura e cancellazione da parte di Italia 1 dell'episodio "New Moon Rising", in cui le due streghe Willow e Tara si dichiarano apertamente lesbiche.

### Termine della serie
Durante la messa in onda della settima stagione in America, Sarah Michelle Gellar annunciò a Entertainment Weekly che non era intenzionata a sottoscrivere il contratto per la partecipazione a una ottava stagione: «[Quando] iniziammo ad avere un'annata difficile, quest'anno, pensai: "così è come voglio uscire, al top, al nostro meglio"». Whedon e UPN parlarono di considerare potenziali serie spin-off che non avessero richiesto la partecipazione di Sarah, inclusa una mormorata serie su Faith, ma a niente di questo fu prestata ulteriore attenzione.

## Genere e struttura
La serie appartiene a diversi generi cinematografici, come horror, arti marziali, urban fantasy, drammatico e splatter. La serie, in via del tutto eccezionale, ha avuto, nella sesta stagione, un episodio musical, ovvero La vita è un musical.
La trama di Buffy è raccontata sotto forma di serie televisiva, dove in ciascun episodio si sviluppa un intreccio indipendente, che generalmente si riallaccia a una trama più grande. A sua volta, la trama si divide in stagioni, contraddistinte dalla presenza e dall'eliminazione (non necessariamente la sua morte) di un grande antagonista, ogni volta diverso.

## Trama
(Introduzione di ogni episodio nelle prime due stagioni)

### Prima stagione
Arriva nella piccola cittadina di Sunnydale Buffy Summers, una giovane ragazza appena trasferitasi con la madre da Los Angeles, città da cui aveva preferito andarsene dopo l'espulsione dalla scuola che lì frequentava, a causa dell'incendio che Buffy appiccò nella palestra per eliminare dei vampiri. La ragazza, infatti, è la prescelta per il ruolo di Cacciatrice, ovvero colei che, unica nella sua generazione, ha il dovere di combattere, con la sua straordinaria forza, i demoni che cercano di riscattarsi e riportare la loro supremazia nel mondo. Si accorge ben presto di non essersi affatto lasciata i problemi alle spalle, perché già il primo giorno delle superiori, al Sunnydale High, fa la conoscenza di Rupert Giles, il suo Osservatore, che utilizza il ruolo di bibliotecario del liceo come copertura. A questo punto, per Buffy ricomincia la lotta contro il male, che ha la sua massima concentrazione proprio sotto le fondamenta della scuola, dove si trova la terrificante Bocca dell'Inferno, un portale che sprigionerebbe tutto il male demoniaco sulla Terra e che costituisce l'obiettivo del tanto anziano quanto potente vampiro della zona, chiamato Il Maestro. All'interno della scuola, Buffy stringe una forte amicizia con due compagni, Willow Rosenberg e Xander Harris, tra i pochi a sapere delle doti segrete della Cacciatrice e che l'aiuteranno nell'annientamento del terribile nemico. Di rilievo è anche la controversa relazione che Buffy instaura con Angel, un vampiro maledetto con la sua stessa anima, afflitto infatti dal rimpianto delle numerose torture e uccisioni, perpetrate ai danni delle sue vittime. Fa da sfondo alla serie la personalità di Cordelia Chase, la ragazza più popolare del liceo, particolarmente snob e infastidita dallo strano comportamento della compagna Buffy.

### Seconda stagione
Due nuovi potenti vampiri, Spike e la compagna Drusilla (con poteri paranormali), giungono a Sunnydale per assumere il controllo della cittadina, mentre compare Kendra, la nuova Cacciatrice, generata dal momentaneo soffocamento di Buffy, durante il definitivo combattimento contro il Maestro, ma che presto rimane vittima di Drusilla. Xander è coinvolto in un affiatato intreccio amoroso con Cordelia, mentre per Willow inizia una fortunata storia d'amore col nuovo arrivato Oz, chitarrista di una popolare band della scuola, che cela la sua natura di licantropo. Accade, però, che in un'appassionata notte d'amore con Buffy, Angel perde la sua anima umana e torna a essere Angelus, il vampiro spietato e sadico che terrorizzò l'Europa. In un momento di estrema difficoltà, Buffy è costretta ad ucciderlo per salvare il mondo dalla fine e, sconvolta dagli ultimi eventi, tra cui la dichiarazione del suo ruolo di Cacciatrice alla madre, decide di lasciare da sola e in silenzio la città.

### Terza stagione
Buffy fa ritorno a Sunnydale, e dopo un breve periodo di adattamento, con sua madre, con la sua figura paterna Giles, con il suo migliore amico Xander e la sua migliore amica Willow (con cui, per far pace, ha uno scherzoso ma pesantissimo scambio di insulti), torna a condurre la vita di prima. Angel viene catapultato misteriosamente dall'Inferno sulla Terra e, dopo aver superato la bestialità che l'aveva pervaso, Buffy recupera la storia con lui e lo reintegra nel gruppo. I rapporti tra Xander e Cordelia sono compromessi da un bacio dato da lui all'amica Willow, la quale però non perderà il più comprensivo Oz. Alla morte di Kendra, il ruolo di nuova Cacciatrice contemporanea a Buffy viene affidato a Faith Lehane, che dapprima si presenta spaventata dalla morte dell'ultimo suo Osservatore, poi, a metà tra odio e invidia nei confronti della vita di Buffy, si lascia tentare dal potere offertole dal terrificante nuovo sindaco della cittadina, Richard Wilkins. Quest'ultimo, episodio per episodio, cercherà di realizzare il suo malvagio piano di distruzione, che farebbe scatenare l'apocalisse sulla Terra. La stagione si conclude con l'eliminazione del grande nemico e con la distruzione del Sunnydale High. Al termine dell'ultimo combattimento, si colloca l'uscita di scena per Angel, il quale, convinto di impedire la felicità di Buffy, si trasferirà a Los Angeles per mettere fine all'impossibile storia d'amore tra i due.
Da questo punto inizia, in parallelo alle stagioni successive, lo spin-off Angel.

### Quarta stagione
L'estate è finita, e Buffy e Willow si iscrivono all'UC di Sunnydale. Xander, tornato a casa dopo un fallito viaggio per il continente, inizia casualmente a frequentare Anya, un demone della vendetta, ora umana e privata dei suoi poteri, causa di diversi guai nella puntata Il desiderio, nella terza stagione. Oz lascia la città, dopo aver tradito Willow ed essersi dimostrato incapace di contenere la sua indole demoniaca. Dopo giorni di sconforto, Willow fa la conoscenza di Tara Maclay, una strega già da tempo praticante; con l'andare del tempo, scoppia l'amore tra le due. Da qui, Willow inizierà ad accrescere significativamente la sua esperienza con la magia. Nel frattempo, Buffy, a seguito di una breve quanto dolorosa storia d'amore con un compagno di scuola, si innamora di Riley Finn, che poi si scopre appartenente al corpo para-militare denominato «L'organizzazione», estremamente top-secret, la cui sede è situata al di sotto della stessa università e guidato da Maggie Walsh, professoressa di psicologia. Spike fa ritorno a Sunnydale, dopo l'allontanamento da parte di Buffy e la rottura con la compagna Drusilla. Prontamente, però, viene sottoposto all'impianto, da parte dell'Organizzazione, di un particolare microchip, capace di dissuaderlo dall'attaccare gli umani. Con l'avanzare degli episodi, emerge poi la vera finalità dell'Organizzazione, ovvero non combattere le forze del male, affiancando Buffy nella sua lotta, bensì assecondare i malvagi piani della Walsh. Quest'ultima, infatti, provvedeva alla raccolta delle membra di demoni, catturati dalle sue forze armate, per dar vita ad Adam, un ibrido umano e demone che, appena entrato in funzione, toglie la vita alla stessa dottoressa, per poi seminare il terrore nell'intera Sunnydale. Verrà annientato dalla collaborazione del gruppo e l'Organizzazione verrà smantellata.

### Quinta stagione
Fa l'entrata nella serie un nuovo importante personaggio: Dawn Summers, ovvero la sorella di Buffy. A parte un'eccezionale citazione in Il morso del vampiro, la sua inspiegabile comparsa avviene esclusivamente nel secondo episodio della stagione. Procedendo con gli episodi, viene rivelata la vera natura di Dawn: un misto di energia e luce, chiamato «La Chiave», un mezzo per aprire un portale intradimensionale, tanto bramato da Glory, una malvagia dea ultraterrena, scacciata dal suo universo e alla disperata ricerca di un modo per ritornarci. A fare da sfondo a questa stagione, c'è quindi la progressiva smentita e ricostruzione dei ricordi della famiglia di Buffy e del gruppo di suoi amici, che vedono Dawn come sorella di Buffy da sempre. Nel frattempo, si scioglie la storia tra Buffy e Riley, che parte in missione per l'esercito, Xander e Anya si fidanzano ufficialmente, mentre Spike inizia a provare dei sentimenti per la Cacciatrice. Le sorelle Buffy e Dawn devono anche affrontare la morte improvvisa della madre Joyce, dovuta ad un aneurisma cerebrale, conseguente all'intervento di rimozione del tumore al cervello subito poco prima. La stagione termina con l'uccisione della seconda identità di Glory, ovvero quella umana, mentre Buffy sacrifica la sua vita per chiudere il portale intradimensionale aperto dal sangue di Dawn.

### Sesta stagione
Buffy risorge attraverso un potente incantesimo, realizzato da Willow, Tara, Xander e Anya. Al ritorno, Buffy attraversa un lungo periodo in stato confusionale e depressivo, aggravato dalla difficile condizione economica che affligge la famiglia, ormai ridottasi alle sole Buffy e Dawn. Dopo aver tentato di riprendere gli studi, Buffy si confida con Spike, l'unico che sembra riuscire a capirla, e anche lei a capire lui, violento come lei. La situazione, già di particolare intimità tra i due, li porterà a finire a letto insieme, sfociando in una storia d'amore intensa ma degradante, agli occhi della stessa Buffy. Questo quadro di malessere viene aggravato quando quest'ultima confessa a tutti di essere stata strappata dal Paradiso, per colpa dei suoi stessi amici, per essere riportata nell'Inferno terrestre. Tra Willow e Tara si crea un'incomprensione, motivata dall'abuso che la prima fa della magia, al punto da dimostrarsi pericolosa per tutto il gruppo e decidendo così di astenersi dalle pratiche magiche. Nel frattempo, i "Troika", un trio di nerd, composto da Warren Meers, Jonathan Levinson e Andrew Wells, tenta di realizzare il piano di conquista del mondo. Così, i tre procurano diverse seccature, fino a che, accidentalmente, uccidono Kathrina, una ex di Warren. Il giorno delle nozze, Xander abbandona Anya prima della celebrazione, spingendola a riottenere i poteri di demone della vendetta per vendicare il suo dolore. Intanto, la scoperta, da parte di Buffy, dell'omicidio commesso dal trio, porta prima alla denuncia e poi all'arresto di due dei tre componenti, inducendo Warren a giurare vendetta contro Buffy. Giunto a casa sua per ammazzarla, finisce per uccidere solo Tara, provocando l'ira di Willow, la quale rompe la promessa, prima togliendo dolorosamente la vita a Warren, torturandolo e infine scuoiandolo vivo, e poi mietendo vittime per tutta Sunnydale. Alla fine, Xander scongiura il tentativo dell'amica Willow di portare nell'oblio il mondo mentre Spike, dopo essere stato lasciato da Buffy e aver tentato, in preda alla disperazione, di violentarla al suo ennesimo rifiuto, lascia la città per trovare un demone capace di restituirgli l'anima.

### Settima stagione
Buffy viene assunta come consulente nel nuovo Sunnydale High, da poco ricostruito, mentre Dawn inizia lì il suo primo anno accademico. Il preside è a conoscenza di tutti i segreti della Cacciatrice, essendo figlio lui stesso di un'ammazzavampiri uccisa dallo Spike malvagio, diversi anni prima. Proprio Spike approfitta di questo momento per tornare a Sunnydale, dopo una serie di sfide per riappropriarsi della sua anima e riconquistare il cuore ostile della Cacciatrice. Willow fa ritorno da un programma per diventare capace di controllare la propria magia. Gli amici sono però ancora turbati dagli ultimi eventi. Anya, dopo aver evocato dei potentissimi demoni ragno che hanno fatto strage di 10 cattivi ragazzi che hanno torturato una loro amica, decide di ritornare mortale e cancellare la strage che ha fatto. Mentre Jonathan ed Andrew hanno espatriato in Messico per evitare la condanna di omicidio. Si arriva così alla decisione di Jonathan, che torna con l'amico a Sunnydale, dove viene accoltellato dalla stessa forza maligna che l'aveva tratto in inganno fino a lì. Si tratta del Male Supremo, denominato Il Primo, un'entità inconsistente capace di assumere le sembianze di persone decedute e intento ad aprire in modo definitivo la Bocca dell'Inferno, per sprigionare le forze malvagie in essa presenti. Per Buffy inizia una ricerca d'informazioni sul suo conto, durante la quale viene a conoscenza del fatto che ha mietuto diverse vittime nel mondo, tutte Potenziali Cacciatrici, ovvero ragazze destinate a succedere a Faith. Ne raduna il più possibile, ma le vittime restano innumerevoli. Intraprende un programma di allenamento per ognuna di esse, tra cui Kennedy, innamorata di Willow e ricambiata, anche se il ricordo di quest'ultima dell'ormai andata Tara provoca spiacevoli e drammatiche apparizioni. Al gruppo collabora anche Andrew, in cerca di redenzione, e Faith, rabbonita dal lungo periodo di distanza. Nel frattempo, si presenta Caleb, ex pastore protestante arrogante, misogino e perverso, alleato con il Primo. La stagione termina con la morte di Anya e con il sacrificio della vita da parte di Spike, a cui Buffy dichiara il suo amore, e con la conseguente esplosione della Bocca dell'Inferno.

## Episodi
Sono state realizzate sette stagioni della serie, per un totale di 144 episodi.
| Stagione         | Episodi | Prima TV originale | Prima TV Italia |
| ---------------- | ------- | ------------------ | --------------- |
| Prima stagione   | 12      | 1997               | 2000            |
| Seconda stagione | 22      | 1997-1998          | 2000-2001       |
| Terza stagione   | 22      | 1998-1999          | 2001            |
| Quarta stagione  | 22      | 1999-2000          | 2001            |
| Quinta stagione  | 22      | 2000-2001          | 2001-2003       |
| Sesta stagione   | 22      | 2001-2002          | 2003            |
| Settima stagione | 22      | 2002-2003          | 2004-2005       |

## Membri della produzione

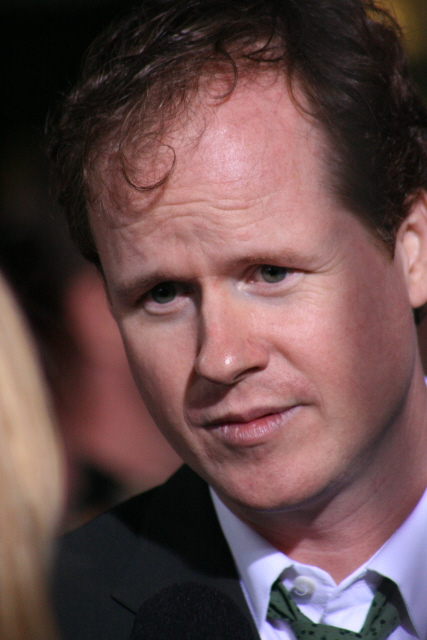
Joss Whedon, il creatore, regista, sceneggiatore e produttore esecutivo della serie

### Produttori esecutivi
Joss Whedon è stato il produttore esecutivo per tutta la durata della serie, ma è stato anche show runner delle prime cinque stagioni della serie, dal 1997 al 2001, un ruolo che lo ha visto come sceneggiatore principale e responsabile per ogni aspetto della produzione. Quest'incarico verrà poi assegnato a Marti Noxon per la produzione delle ultime due stagioni, dal 2001 al 2003. Joss Whedon si è occupato però della direzione e della sceneggiatura della serie, accanto alla lavorazione su Fray, Angel e Firefly. Fran Rubel Kuzui e suo marito, Kaz Kuzui, sono riconosciuti come produttori esecutivi, ma non sono stati direttamente coinvolti nello spettacolo: infatti, il credito, i diritti e il franchising sono attribuiti loro per il finanziamento del progetto, la produzione della serie e la direzione del film di Buffy.

### Sceneggiatori
La sceneggiatura fu affidata a Mutant Enemy, una società di produzione cinematografica fondata da Whedon nel 1997. I maggiori meriti per le sceneggiature sono riconosciuti a Steven S. DeKnight, Jane Espenson, David Fury, Drew Goddard, Drew Greenberg, Rebecca Rand Kirshner, Marti Noxon e Doug Petrie. Jane Espenson spiegò come avvenne la scrittura delle sceneggiature: in primo luogo, gli scrittori parlarono dei problemi emotivi che Buffy Summers è costretta ad affrontare, per via del suo ruolo di Cacciatrice, e come riesce a superarli. Poi, ciò che ne scaturiva veniva articolato e «spezzettato» in atti e scene. Le pause tra una scena e l'altra furono concepite per intrigare lo spettatore, in modo che questi seguisse l'avvicendamento che riprendeva nell'episodio successivo. Gli scrittori compilarono collettivamente le scene tra cui intercorrono queste pause, arricchendo la trama che ne risultava. La mappatura dei loro progressi veniva segnata su una lavagna bianca, con descrizioni di ogni scena. Una volta realizzato lo spezzone, si affidava ad un autore lo schema per l'episodio, che poi veniva controllato da Whedon o Noxon. Lo scrittore procedeva allora alla scrittura dell'intera sceneggiatura che, passando attraverso una serie di bozze, veniva velocemente riscritta dallo show writer e il testo veniva poi utilizzato per il lancio della puntata.

### Cast
A Sarah Michelle Gellar venne affidato il ruolo principale della serie. Era precedentemente apparsa in La valle dei pini nel ruolo di Kendall Hart Slater e in Swans Crossing nel ruolo di Sydney Rutledge. La Gellar era già conosciuta per un Emmy Award da lei vinto a diciotto anni, nel 1995 e altre numerose nomine per Young Artist Award. Nel 1996, durante la prima settimana di audizioni, era stata inizialmente scelta per interpretare Cordelia Chase.
Alyson Hannigan è stata l'ultima dei quattro personaggi più importanti ad essere ingaggiata. Seguendo il suo ruolo in Ho sposato un'aliena, è apparsa in diversi spot e come assistente di show televisivi, durante gli anni novanta. Nel 1996, il ruolo di Willow Rosenberg fu dato inizialmente a Riff Regan, che interpretò il personaggio nell'episodio pilota, mai andato in onda, di Buffy, ma, dopo l'audizione della Hannigan, la scelta del cast venne rivista. Descrisse la sua presentazione, in un'intervista, attraverso il racconto di un particolare momento dell'audizione: Willow racconta a Buffy che la sua Barbie le fu rubata da piccola, e Buffy le chiede cosa ne era stato, se la riebbe mai. Willow allora rispose: «In parte». A quel punto, capì di esser riuscita a rendere la cosa davvero divertente. Questo atteggiamento delineò il personaggio. Questo episodio, inoltre, le servì per accaparrarsi il ruolo definitivo di Willow.
A differenza di altri personaggi frequenti della serie, Nicholas Brendon godeva di poca esperienza nel campo dello spettacolo al livello di recitazione, ma molta in diversi altri posti di lavoro, come assistente di produzione, assistente idraulico, custode veterinario, fattorino, assistente cameriere. Dovette affrontare, infatti, un lungo periodo per risolvere il proprio problema di balbuzie. Dopo quattro giorni, per lui era stato già deciso il ruolo di Xander Harris nella serie.
Anthony Head aveva già una carriera di successo come cantante e testimonial. Negli Stati Uniti, era però già più conosciuto per una sequenza di dodici spot, con Sharon Maughan, per la Nescafé.

## Personaggi e interpreti

### Personaggi principali
- Buffy Anne Summers (stagioni 1-7), interpretata da Sarah Michelle Gellar, doppiata da Barbara De Bortoli.
Protagonista della serie, è una Cacciatrice. Ha sedici anni nella prima stagione, ha una forte personalità ed è un ottimo leader sebbene decisamente meno intelligente dei suoi colleghi Willow e Giles. Secondo Spike è una delle migliori Cacciatrici di sempre. Ha avuto una storia importante con Angel nelle prime tre stagioni, nelle seguenti due esce con Riley Finn, soldato dell'Organizzazione, e nelle ultime due vive una relazione travagliata con Spike, che nella sesta stagione è puramente sessuale.
- Xander Harris (stagioni 1-7), interpretato da Nicholas Brendon, doppiato da Niseem Onorato (st. 1-5) e Christian Iansante (st. 6-7).
Membro della gang, amico d'infanzia di Willow, è l'unico personaggio senza poteri sovrannaturali, sebbene abile combattente, anche se si ritiene che sia il "cuore" della squadra. È solito sdrammatizzare e fare battute sarcastiche. Nella seconda stagione inizia una storia con Cordelia Chase, nonostante la palese forte attrazione che prova inizialmente per Buffy e poi per Willow: la loro storia finirà nella terza stagione. Dalla quarta si frequenta con Anya Jenkins, che termina quando Xander la lascia all'altare nella sesta stagione.
- Willow Rosenberg (stagioni 1-7), interpretata da Alyson Hannigan, doppiata da Myriam Catania.
Migliore amica di Buffy, ha la sua stessa età. È molto intelligente ed estremamente capace come hacker, nella terza stagione inizia ad interessarsi alla magia, diventando una potentissima strega nelle seguenti stagioni. La sua personalità subisce una notevole evoluzione nel corso della serie, dato che da timida e introversa ragazzina diventa una donna fiera e sicura di sé. Nella seconda stagione ha una relazione con Oz, che termina nella quarta in seguito alla sua partenza, nonostante nel frattempo dimostri una palese attrazione ricambiata per Xander. In seguito Willow si scopre omosessuale, in quanto inizia una storia con Tara, una strega. Come Giles, non ha scrupoli a usare la magia nera per i suoi fini, anche se a scopi (tendenzialmente) positivi. All'università segue corsi di psicologia e sociologia, mentre Tara è più portata verso le arti.
- Cordelia Chase (stagioni 1-3), interpretata da Charisma Carpenter, doppiata da Francesca Fiorentini.
Compagna di liceo di Buffy, Willow e Xander. È la classica ragazza più popolare della scuola, bella, famosa, viziata e desiderata da tutti i ragazzi. Suo malgrado, si unirà alla Scooby Gang e avrà anche una relazione di circa un anno e mezzo con Xander.
- Rupert Giles (stagioni 1-5, ricorrente 6-7), interpretato da Anthony Head, doppiato da Stefano Benassi.
L'Osservatore di Buffy e quarto membro della Scooby Gang originale. È mentore e guida degli altri tre, che lo considerano a tutti gli effetti una figura paterna e una guida spirituale, sebbene tutti e tre vengano a sapere col passare del tempo dei suoi trascorsi violenti e omicidi. Espertissimo in demonologia e arti arcane, possiede qualche potere magico.
- Angel (stagioni 2-3, ricorrente 1, guest 4-5 e 7), interpretato da David Boreanaz, doppiato da Francesco Bulckaen.
Un vampiro di più di 200 anni, è il primo vero amore di Buffy.
- Daniel "Oz" Osbourne (stagioni 3-4[21], ricorrente 2), interpretato da Seth Green, doppiato da Davide Lepore.
Il primo amore di Willow, suona la chitarra in una band. Si scoprirà che è un lupo mannaro, ma Willow accetterà lo stesso di uscire con lui.
- Spike (stagioni 4-7, ricorrente 2, guest 3), interpretato da James Marsters, doppiato da Giorgio Borghetti (st. 2-3) e Fabio Boccanera (st. 4-7).
Vampiro violentissimo ma non sadico quanto Angelus, diventa incapace di far del male agli esseri umani quando gli viene impiantato un chip nel cervello. Amante di Buffy, amico, ammiratore e mentore di Willow (di cui capisce prima di tutti gli altri la sua attrazione per Tara), e quasi un fratello maggiore di Dawn.
- Riley Finn (stagioni 4-5, guest 6), interpretato da Marc Blucas, doppiato da Nanni Baldini.
Un compagno di college di Buffy e Willow, in realtà è un soldato di un'organizzazione segreta che combatte i vampiri e i demoni. Sarà il secondo amore di Buffy.
- Anya Jenkins (stagioni 5-7, ricorrente 3-4), interpretata da Emma Caulfield, doppiata da Laura Latini e Ilaria Latini.
Potente demone della vendetta, le sue capacità stregonesche vanno e vengono. Mentre con Xander ha un rapporto sentimentale che conduce quasi al matrimonio, con Giles ha un rapporto quasi filiale, pur essendo lei secoli più vecchia di lui. Con Buffy e soprattutto Willow ha invece un rapporto decisamente conflittuale: sebbene oggettivamente "amiche", non mancano le occasioni in cui cercano di ammazzarsi a vicenda.
- Dawn Summers (stagioni 5-7), interpretata da Michelle Trachtenberg, doppiata da Emanuela D'Amico.
Sorella minore di Buffy, in realtà è la Chiave, un misto di luce ed energia trasformata in umana grazie al sangue di Buffy per essere protetta dalla perfida dea Glory. È molto legata alla Scooby Gang, soprattutto a Willow e Tara.
- Tara Maclay (episodio 06x19[22], ricorrente 4-6), interpretata da Amber Benson, doppiata da Sabrina Duranti (st. 4-5) e Georgia Lepore (st. 6).
Una giovane strega omosessuale che si innamorerà di Willow.

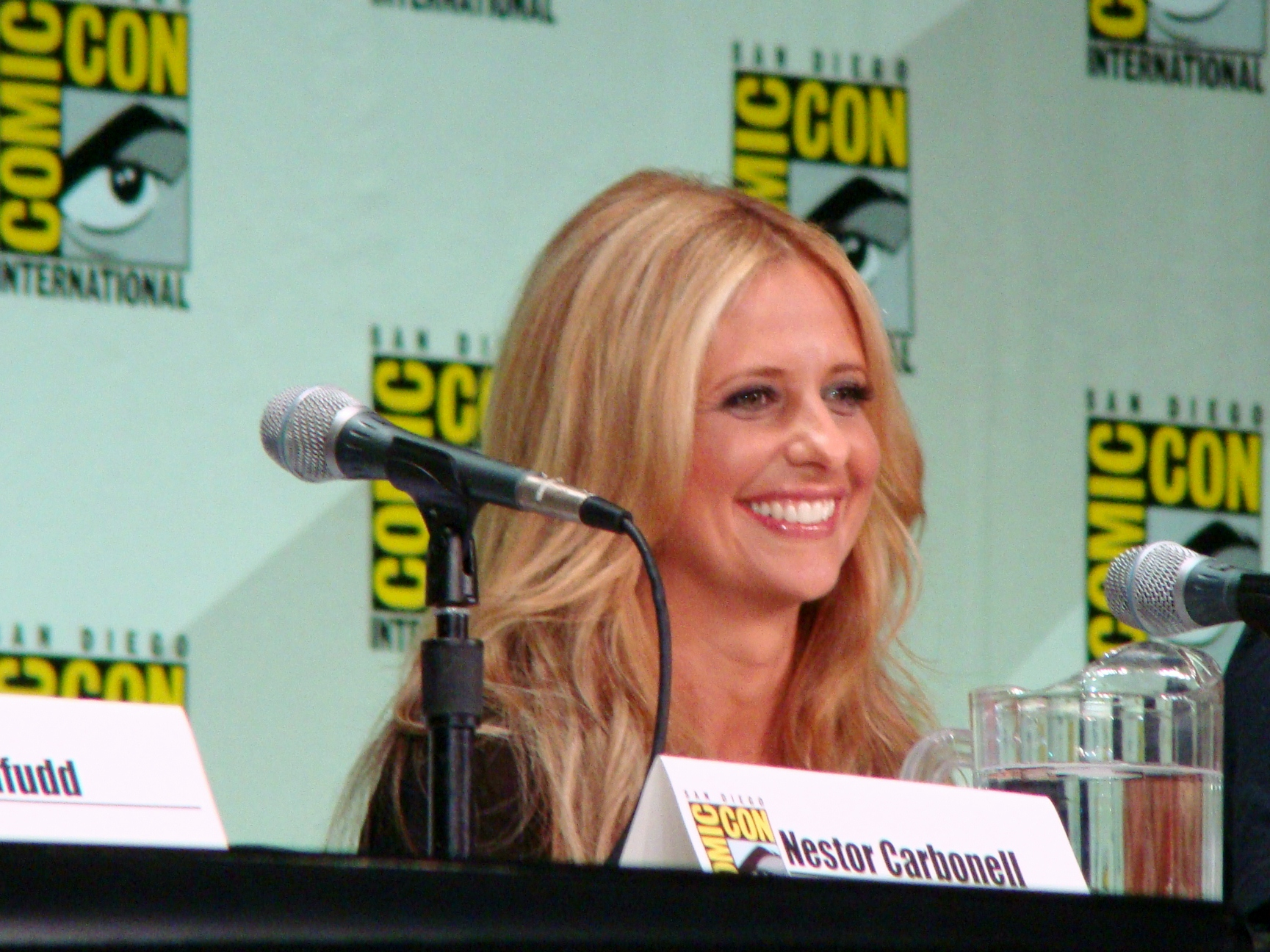
Sarah Michelle Gellar al comic-Con di San Diego nel 2011
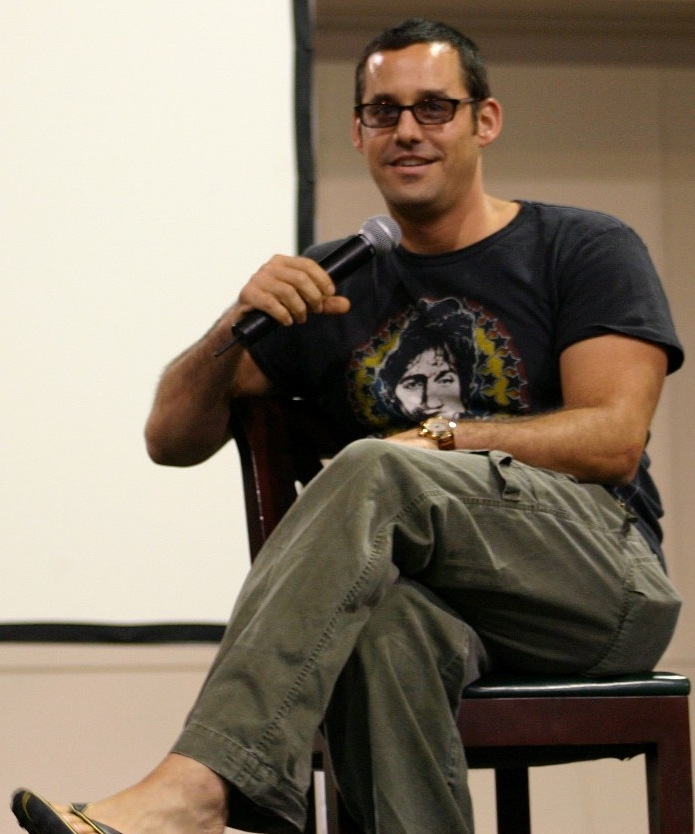
Nicholas Brendon nel 2006
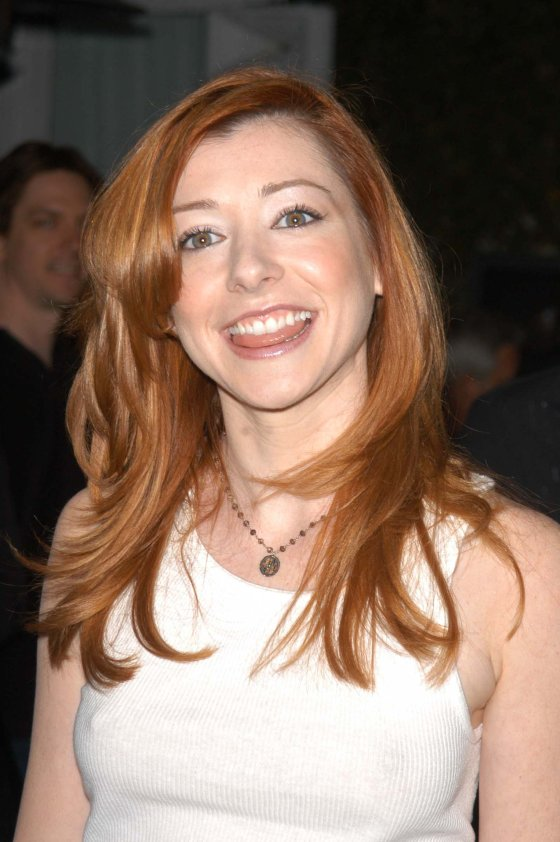
Alyson Hannigan ad una festa di fine riprese della serie
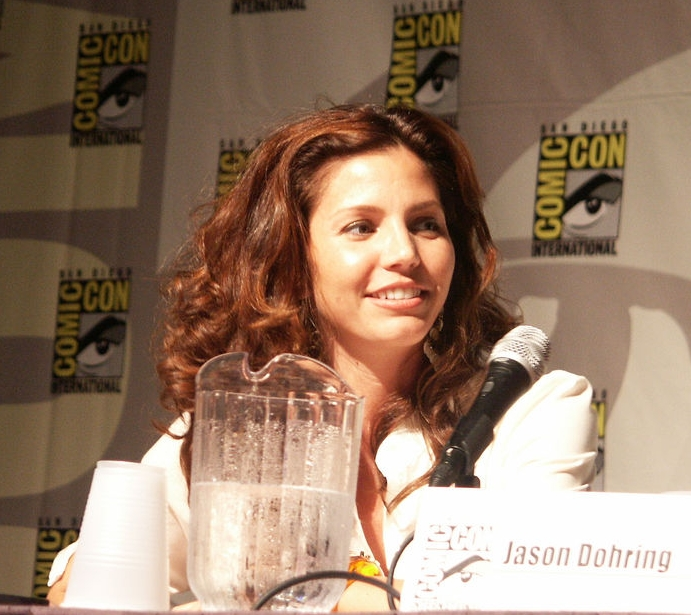
Charisma Carpenter nel 2005
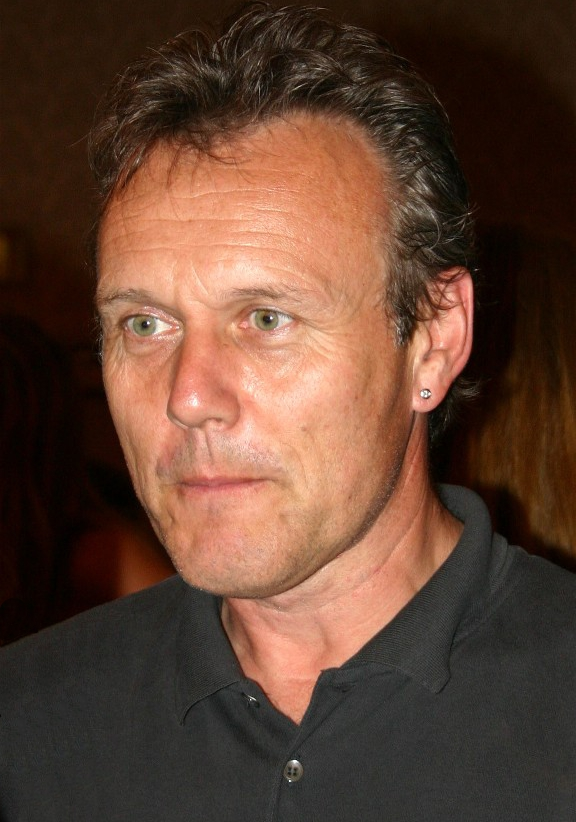
Anthony Head ad un convegno di fan ad Oakland
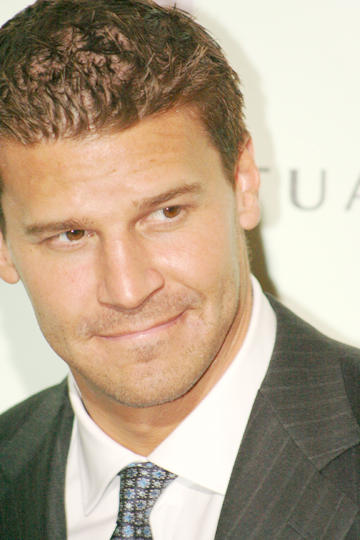
David Boreanaz nel 2006
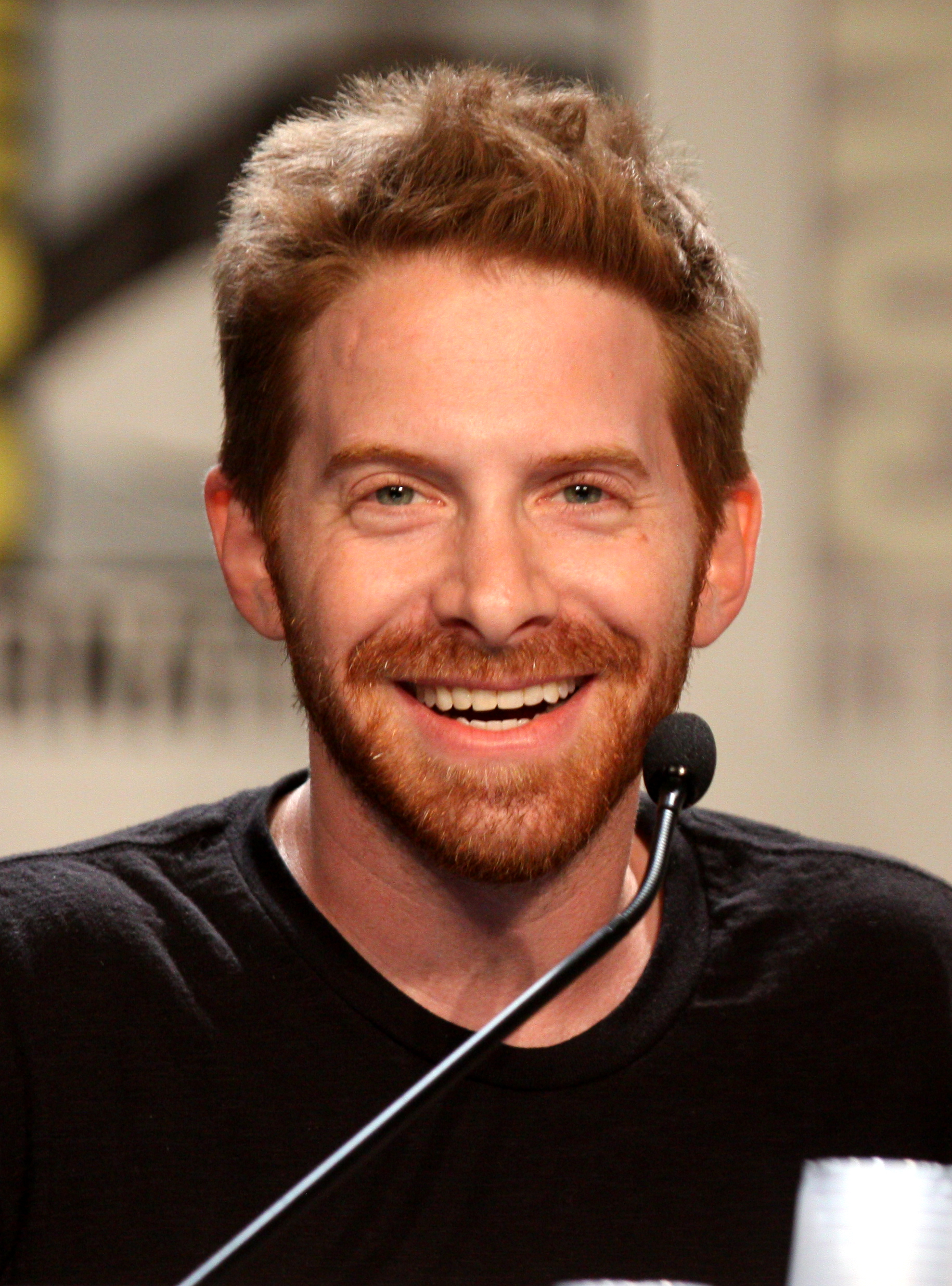
Seth Green nel 2011
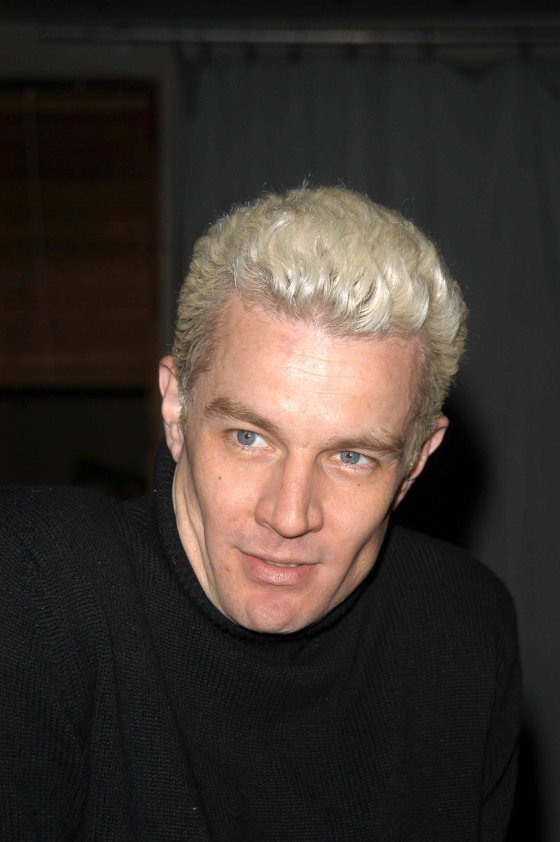
James Marsters nel 2003
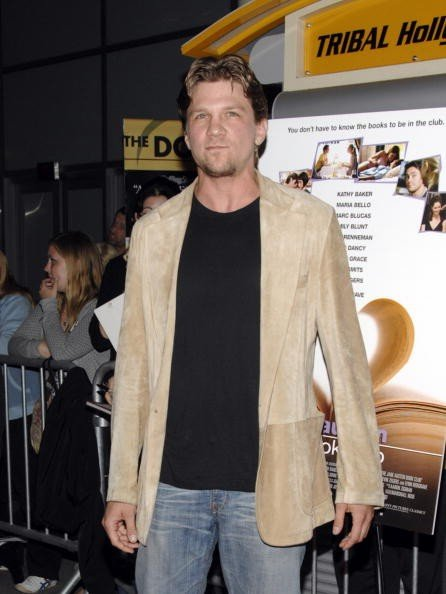
Marc Blucas
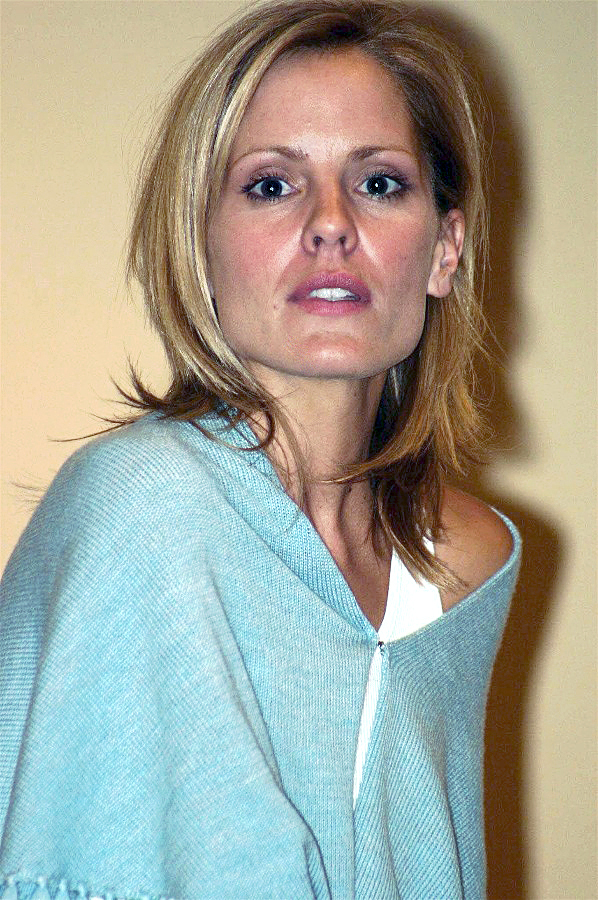
Emma Caulfield al convegno dei fan a Tampa
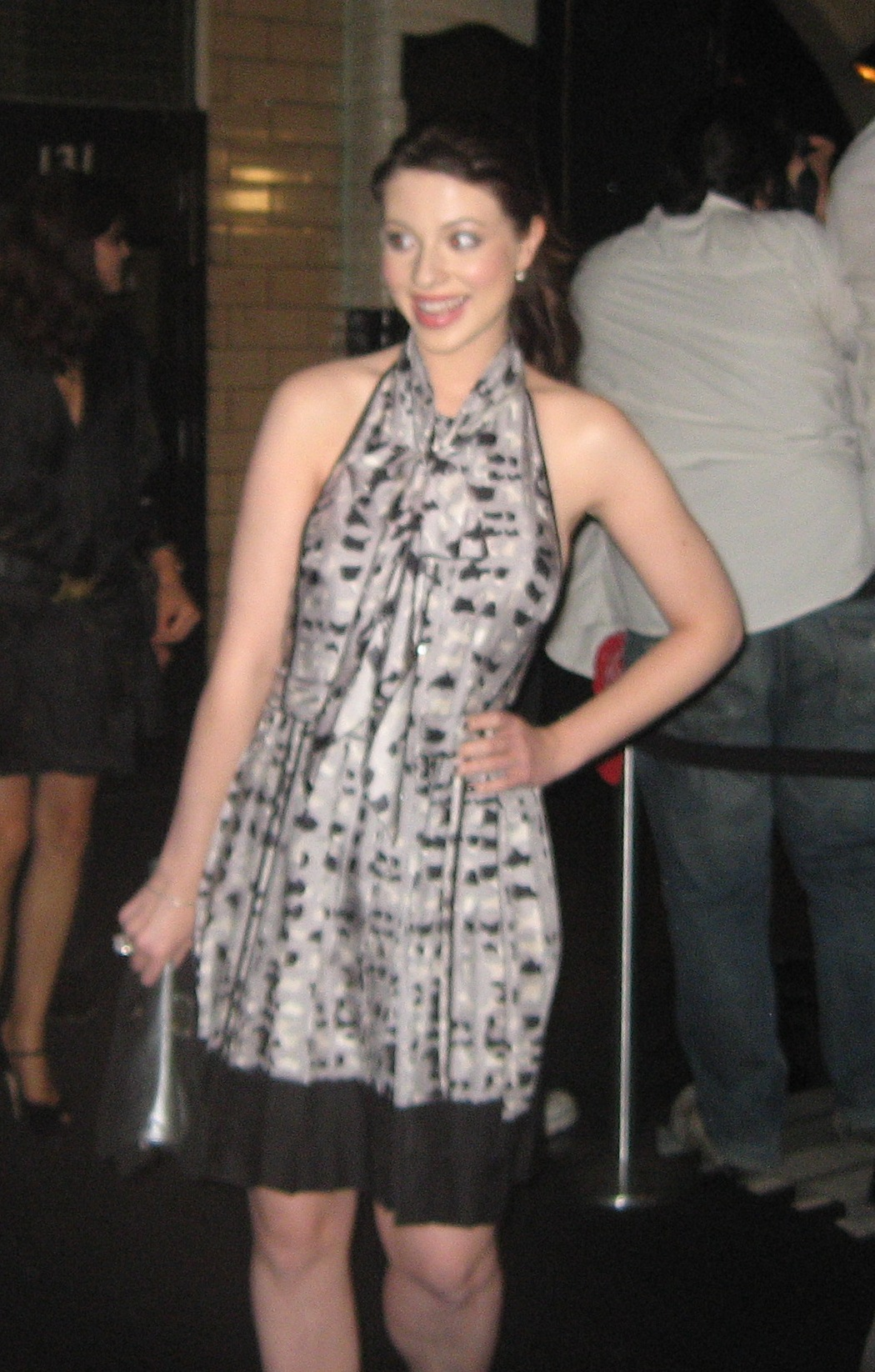
Michelle Trachtenberg nel 2007

### Altri personaggi
Qui di seguito gli attori e i personaggi interpretati che hanno preso parte alla serie comparendo solo in alcuni episodi oppure in ruoli secondari:
- Joyce Summers (stagioni 1-5, guest 6-7), interpretata da Kristine Sutherland, doppiata da Chiara Salerno. Madre di Buffy e Dawn. Vive inizialmente un perenne conflitto con la figlia Buffy, in quanto vorrebbe per lei una vita normale e stabile, ma una volta scoperto il suo segreto lo accetterà, sostenendola e riponendo in lei la massima fiducia. Nella quinta stagione si ammalerà di cancro, ma guarirà in seguito a un delicato intervento. Verso la fine della stagione morirà a causa di un aneurisma cerebrale, lasciando Buffy sola ad occuparsi di Dawn.
- Harmony Kendall (stagioni 1-5), interpretata da Mercedes McNab, doppiata da Claudia Pittelli.
- Amy Madison (stagioni 1-4, 6-7), interpretato da Elizabeth Anne Allen, doppiata da Claudia Pittelli.
- Il Maestro (stagioni 1-3 e 7), interpretato da Mark Metcalf, doppiato da Eugenio Marinelli e Romano Malaspina.
- Jenny Calendar (stagioni 1-3), interpretata da Robia LaMorte, doppiata da Giuppy Izzo.
- Preside Snyder (stagioni 1-4), interpretato da Armin Shimerman, doppiato da Giovanni Petrucci.
- Darla (stagioni 1-2 e 5), interpretata da Julie Benz, doppiata da Claudia Catani, Barbara Castracane e Francesca Guadagno.
- Jonathan Levinson (stagioni 2-4, 6-7), interpretato da Danny Strong, doppiato da Francesco Venditti, Stefano Crescentini e David Chevalier.
- Drusilla (stagioni 2, 5 e 7), interpretata da Juliet Landau, doppiata da Claudia Catani e Laura Boccanera.
- Kendra (stagione 2), interpretata da Bianca Lawson, doppiata da Sabrina Duranti.
- Cantastorie (stagione 2), interpretato da Max Perlich, doppiato da Franco Mannella.
- Merrick (stagione 2), interpretato da Richard Riehle.
- Faith Lehane (stagioni 3-4 e 7), interpretata da Eliza Dushku, doppiata da Giuppy Izzo e Federica De Bortoli.
- Il Sindaco Wilkins (stagioni 3-4 e 7), interpretato da Harry Groener, doppiato da Fabrizio Pucci.
- Wesley Wyndam-Pryce (stagione 3), interpretato da Alexis Denisof, doppiato da Vittorio Guerrieri.
- Adam (stagioni 4 e 7), interpretato da George Hertzberg, doppiato da Ennio Coltorti.
- Dixon (stagione 4), interpretato da Johnny Keese.
- Warren Mears (stagioni 5-7), interpretato da Adam Busch, doppiato da Corrado Conforti, Francesco Venditti e Stefano Crescentini.
- Glory (stagioni 5 e 7), interpretato da Clare Kramer, doppiata da Roberta Pellini.
- Andrew Wells (stagioni 6-7), interpretato da Tom Lenk, doppiato da Marco Vivio e David Chevalier.
- Preside Robin Wood (stagione 7), interpretato da D.B. Woodside, doppiato da Loris Loddi.
- Caleb (stagione 7), interpretato da Nathan Fillion, doppiato da Angelo Maggi.

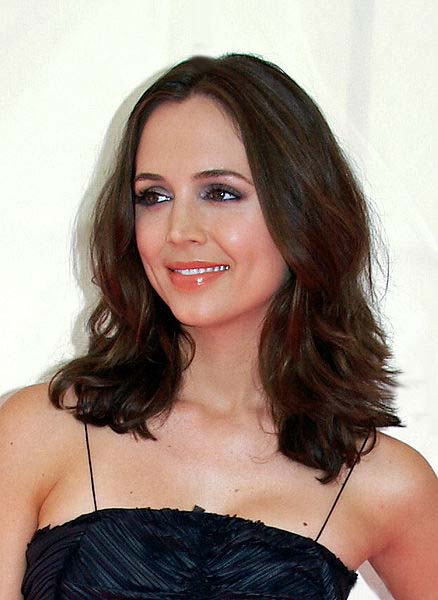
Eliza Dushku ha interpretato Faith (Tribeca Film Festival, 2007)
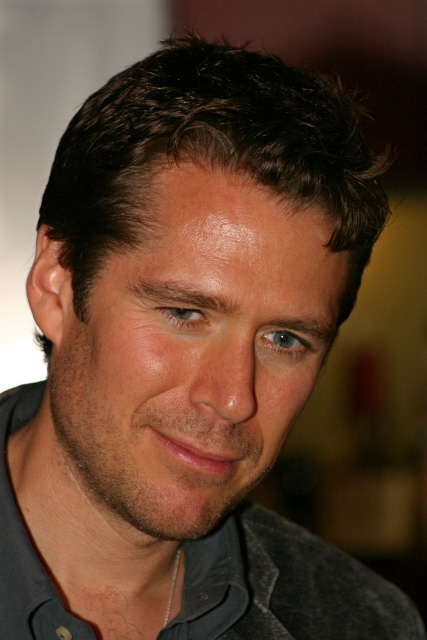
Alexis Denisof ha interpretato Wesley Wyndam-Pryce (Foto del 2004)
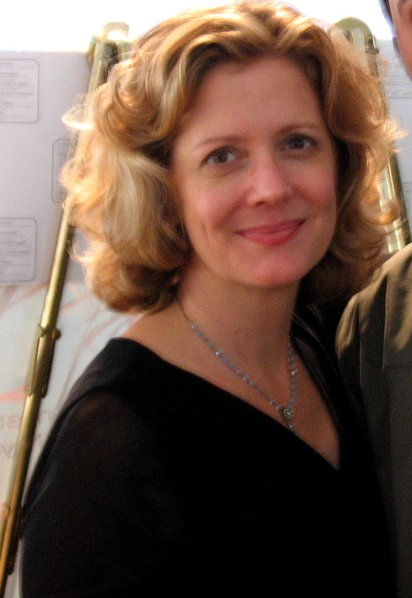
Kristine Sutherland ha interpretato Joyce Summers (Foto del 2005)
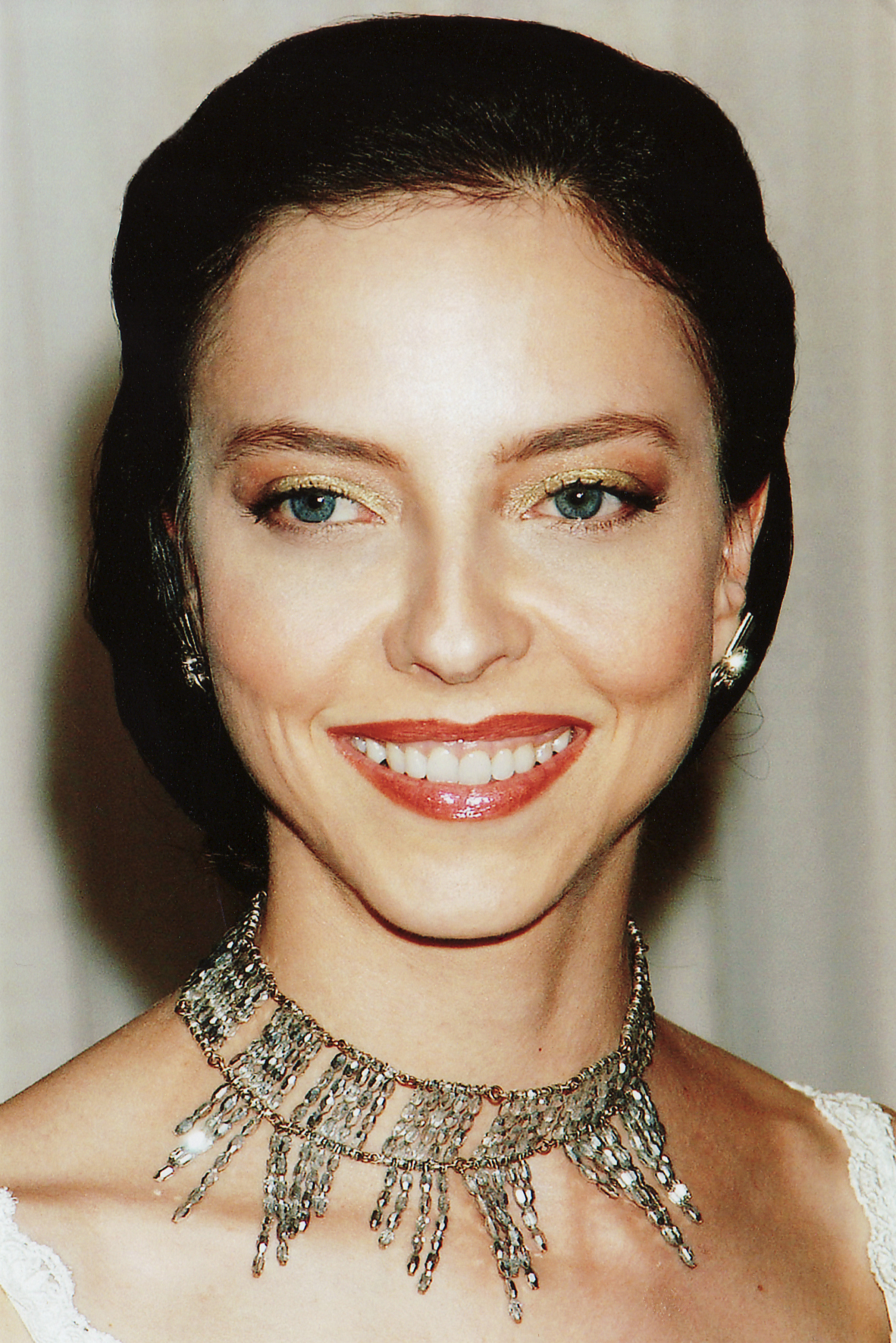
Juliet Landau ha interpretato Drusilla (Cerimonia di premiazione dell'Hollywood Film Festival, 2004)
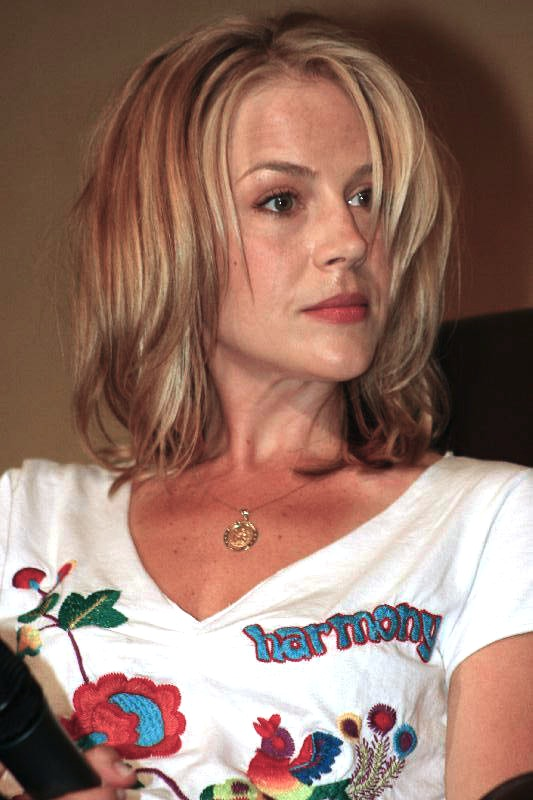
Julie Benz ha interpretato Darla (Booster Bash, 2005)
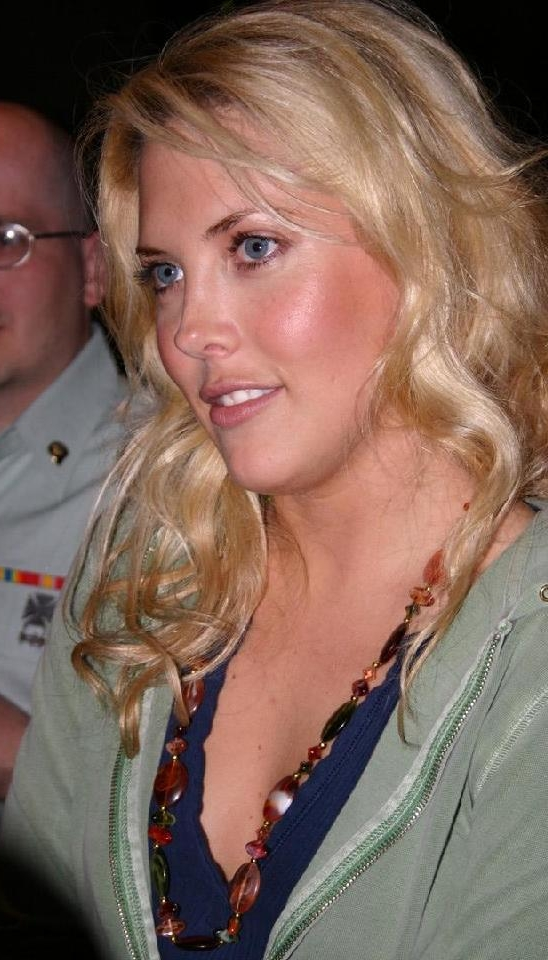
Mercedes McNab ha interpretato Harmony Kendall (Cleveland Vulkon Slayercon, 2004)
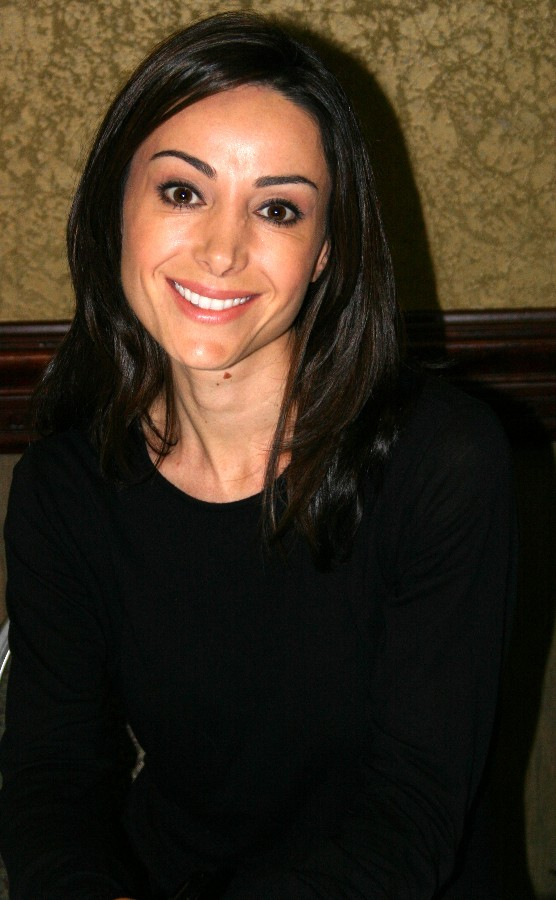
Robia LaMorte ha interpretato Jenny Calendar (Cleveland Vulkon Slayercon, aprile 2004)
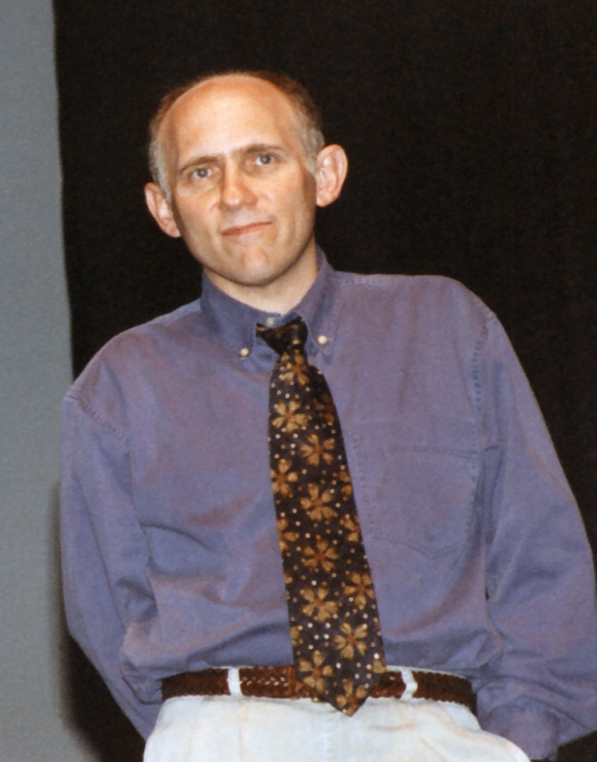
Armin Shimerman ha interpretato il preside Snyder (Bonn, Germania, 1996)
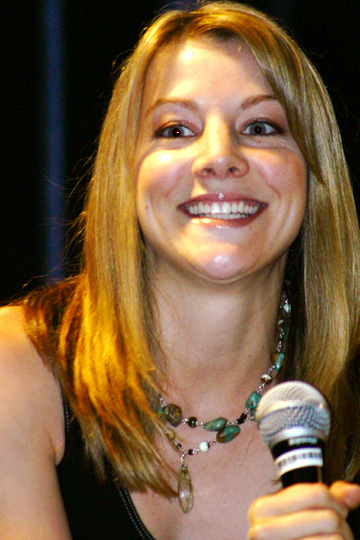
Elizabeth Anne Allen ha interpretato Amy Madison (Flashback Convention di Chicago, 2004)
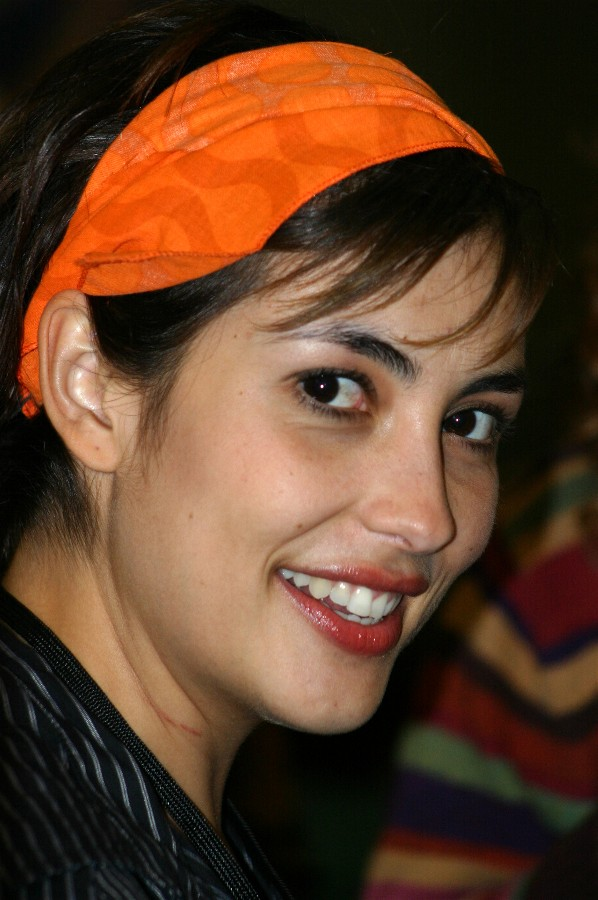
Iyari Limon ha interpretato Kennedy (Moonlight Rising Convention, 2004)
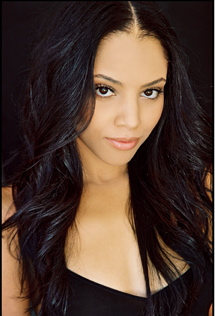
Bianca Lawson ha interpretato Kendra
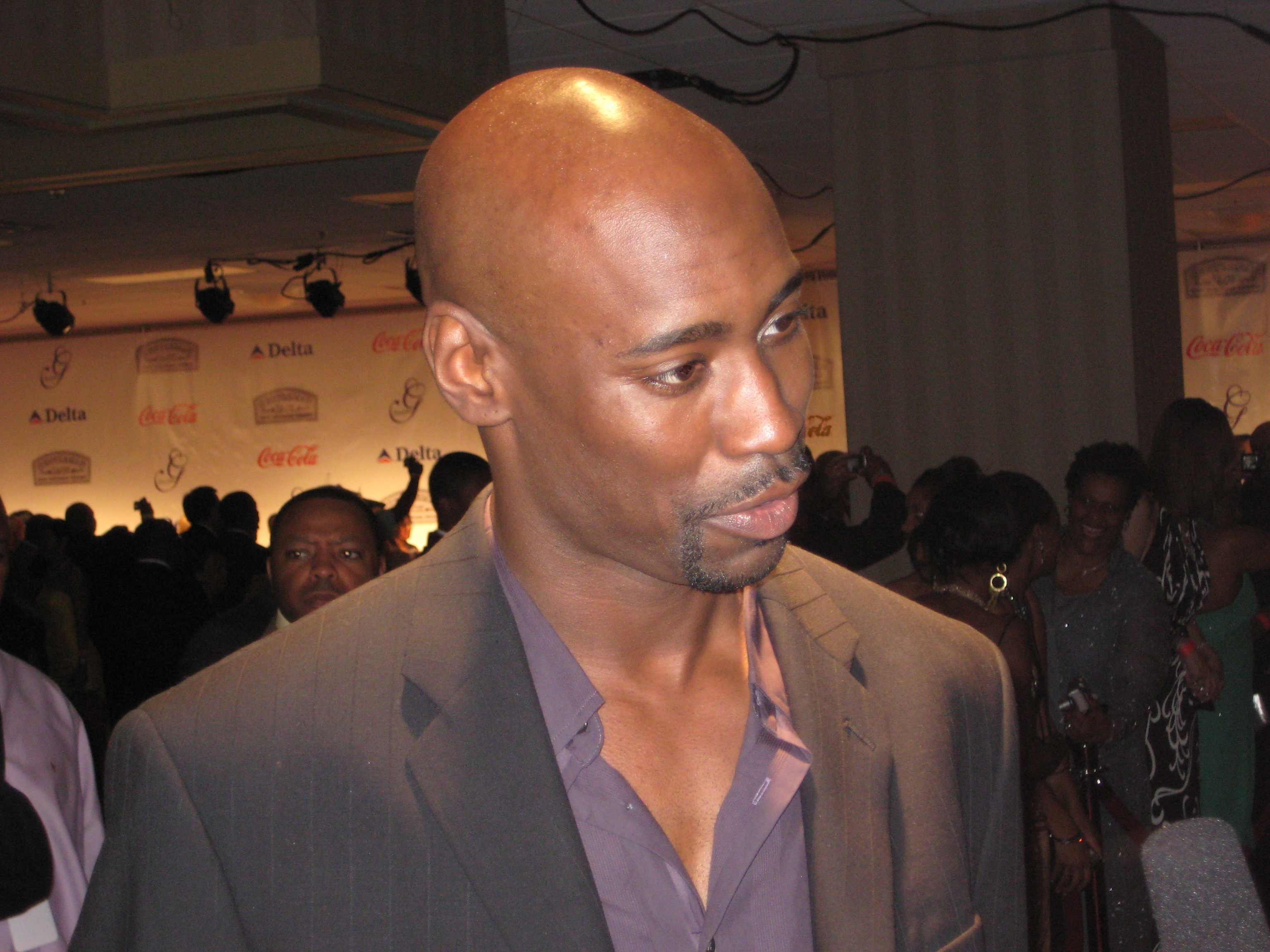
D.B. Woodside ha interpretato il preside Robin Wood
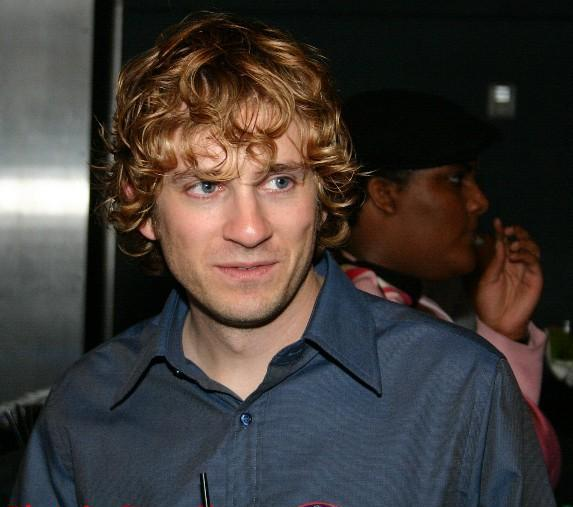
Tom Lenk ha interpretato Andrew (Raccolta fondi di Kerry Edwards)

### Guest star
Alla serie hanno preso parte diversi volti noti del cinema e della televisione, come: Jason Behr, Eric Balfour, Brian Thompson, Vincent Schiavelli, Carmine Giovinazzo, Jennifer Sky, Clea DuVall, John Ritter, Willie Garson, Christopher Gorham, Wentworth Miller, Shane West, Jack McGee, Shawn Pyfrom, Kal Penn, Musetta Vander, Amy Adams, Wade Williams, Amber Tamblyn, Aimee Mann, Ashanti, Rachel Bilson.

### Galleria fotografica del cast

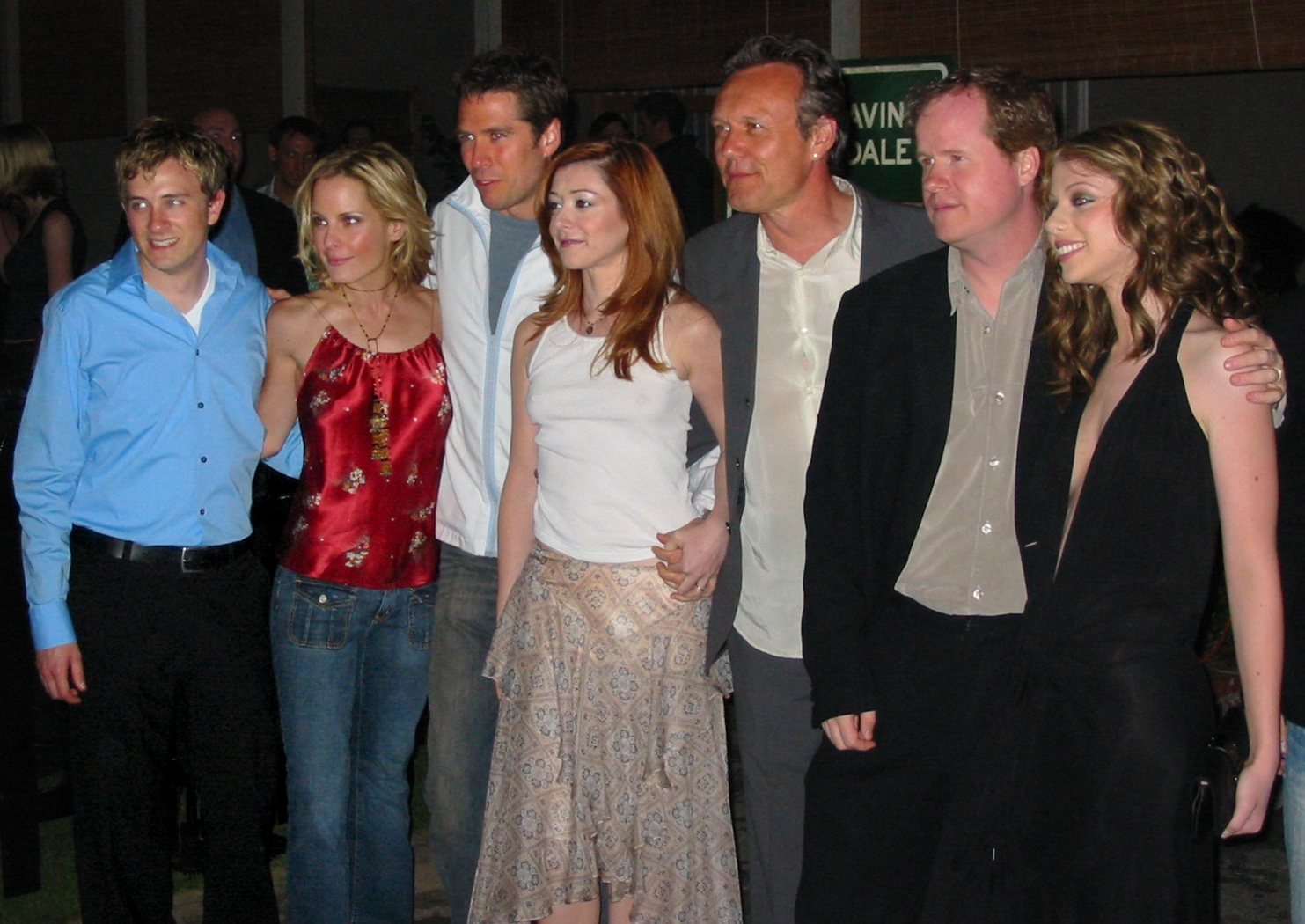
(Da sinistra a destra) Tom Lenk, Emma Caulfield, Alexis Denisof, Alyson Hannigan, Anthony Head, Joss Whedon, Michelle Trachtenberg ad una festa di fine riprese della serie
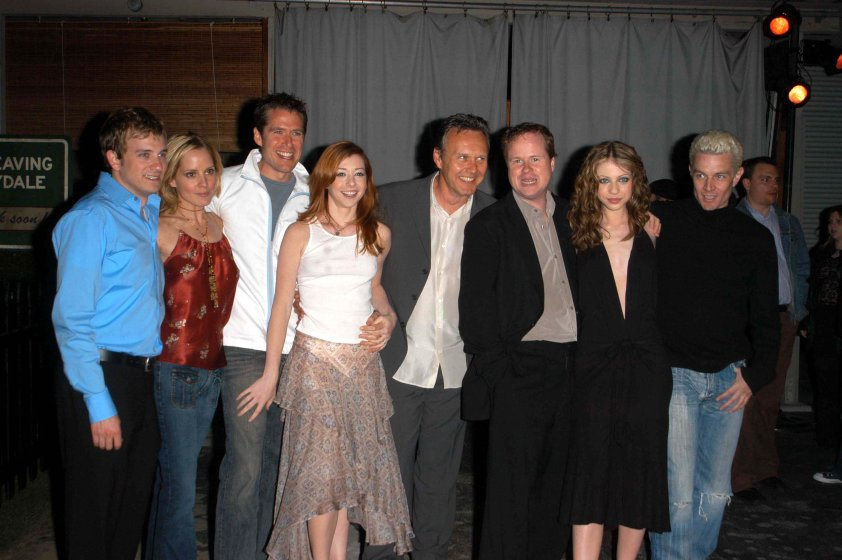
(Da sinistra a destra) Tom Lenk, Emma Caulfield, Alexis Denisof, Alyson Hannigan, Anthony Head, Joss Whedon, Michelle Trachtenberg e James Marsters ad una festa di fine riprese della serie
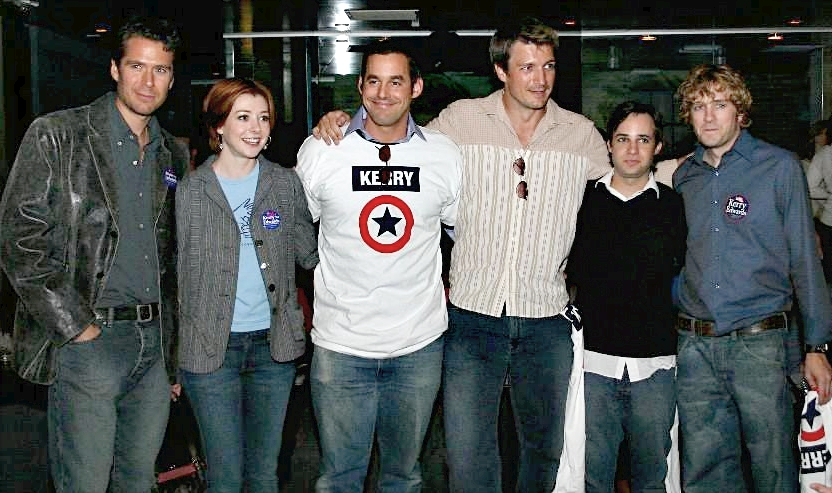
(Da sinistra a destra) Alexis Denisof, Alyson Hannigan, Nicholas Brendon, Nathan Fillion, Danny Strong e Tom Lenk ad una cena di beneficenza
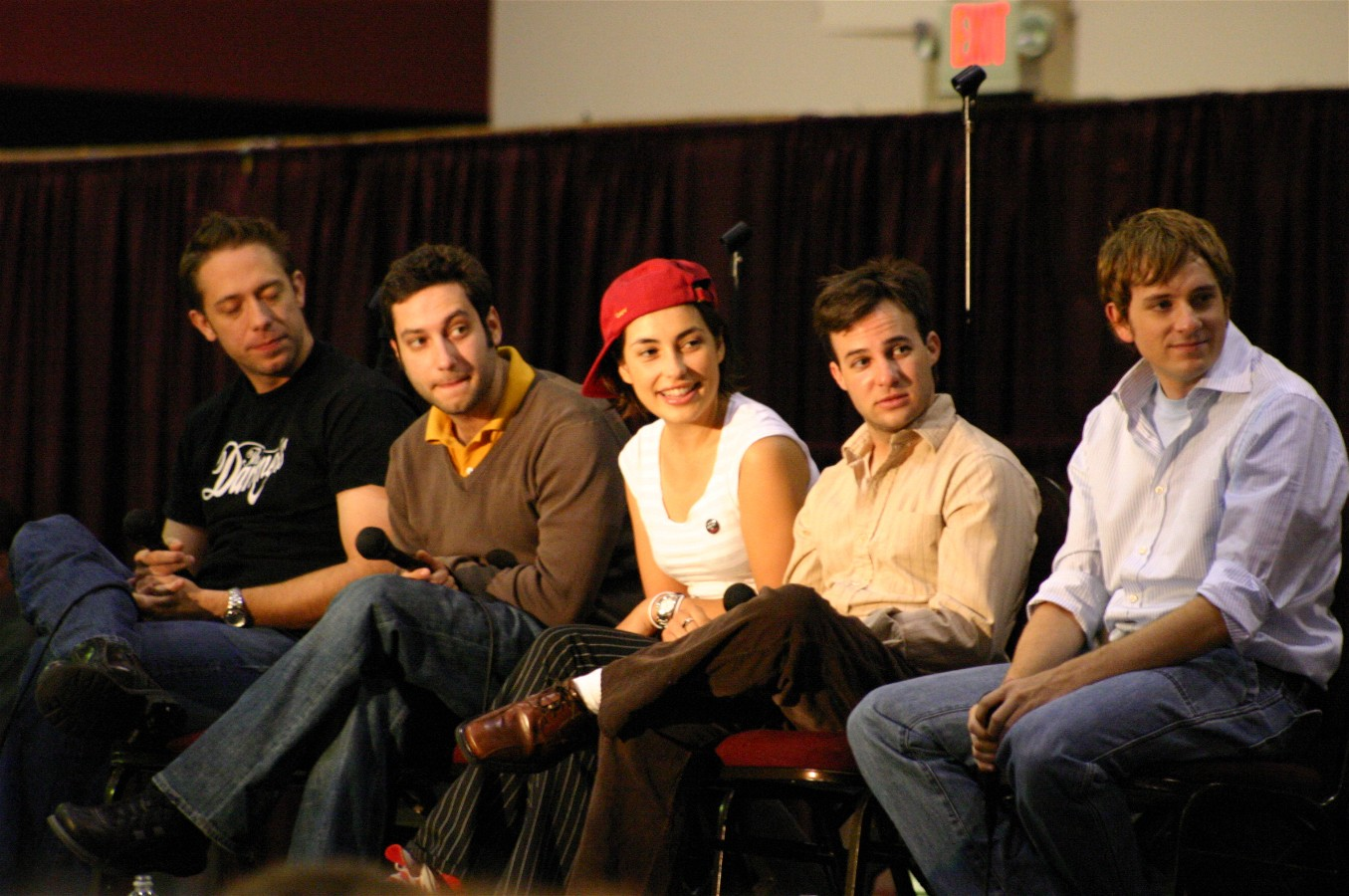
James Leary, Adam Busch, Iyari Limon, Danny Strong e Tom Lenk al Moonlight Rising nel 2004 per il ritrovo dei fans

## Ispirazione e metafore
Durante il primo anno di produzione della serie, Whedon descrisse la serie come «My So-Called Life che incontra X-Files.»My So-Called Life dava un simpatico ritratto delle ansie dei teenager, mentre The X-Files, in contrasto, ripercorreva la vita del mostro supernaturale della puntata. Accanto a queste due serie, Whedon cita come fonti d'ispirazione anche alcuni cult cinematografici come La notte della cometa e svela di essersi appropriato di alcune caratteristiche di Kitty Pryde di X-Men per dare vita al personaggio di Buffy. Gli autori della guida non ufficiale di Dusted svelano che la serie è spesso una miscela di elementi di precedenti romanzi horror, film, brevi storie di mitologia e racconti folkloristici. Lucy Nevitt e Andy William Smith hanno descritto Buffy come una miscela di «gotico post-moderno». Ad esempio, il personaggio di Adam si rifà al mostro di Frankenstein, l'episodio Uova cattive si rifà a L'invasione degli Ultracorpi, e così via.
Gli episodi di Buffy includono spesso un significato metaforico più profondo. Whedon spiegò: «Mentre scriviamo, pensiamo con attenzione a cosa cerchiamo di esprimere emozionalmente, politicamente, e perfino filosoficamente. A parte essere un fenomeno della pop culture, è veramente qualcosa che è profondamente elaborato nell'aspetto testuale, episodio per episodio». Rhonda V. Wilcox e David Lavery forniscono degli esempi in cui gli esseri demoniaci della serie incarnano le problematiche adolescenziali della vita reale: «Nel mondo di Buffy, i problemi che affrontano i teenager diventano letteralmente mostri. Una madre che può assumere totalmente il controllo della vita di sua figlia (Streghe), oppure un severo patrigno che si rivela veramente una macchina senza cuore (Il fidanzato di mamma), una giovane lesbica che teme che la sua natura sia demoniaca (La famiglia), perfino la ragazza (Buffy) che ha un rapporto sessuale per la prima volta col bel ragazzo (Angel) scopre che lui è diventato un mostro (Un attimo di felicità)». Gli intrighi amorosi tra Buffy e il vampiro Angel sono tutti avvolti in metafore. Ad esempio, la notte di passione tra i due costa al vampiro la sua stessa anima. Sarah Michelle Gellar a questo proposito disse: «Questa è la metafora definitiva. Dormi con un ragazzo e lui si incattivisce contro di te». La tematica femminista emerge in modo particolare nella lotta dei due personaggi più misogini della serie, Warren e Caleb, entrambi morti in maniera raccapricciante, per mano delle eroine della serie.

## Ambientazione

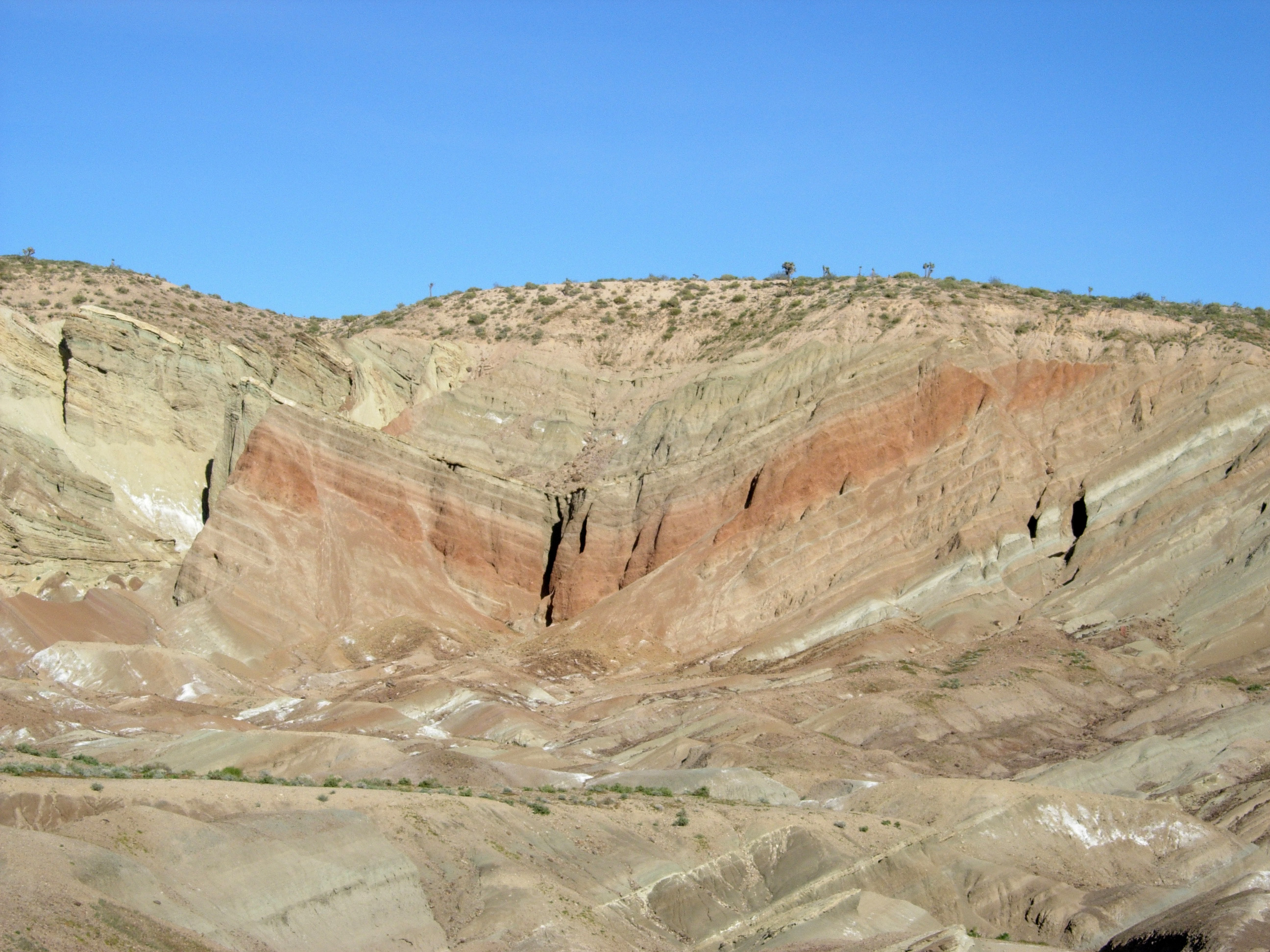
Nel deserto del Mojave, Buffy incontra la Prima Cacciatrice

Le vicende di Buffy si svolgono nella fittizia cittadina di Sunnydale, che corrisponderebbe alla reale Torrance, una ridente cittadina californiana che, secondo la fantasia degli autori della serie, sarebbe collocata sulla terrificante Bocca dell'Inferno, portale intradimensionale, più volte in procinto di essere aperto da forze maligne, per sprigionare esseri malvagi.
All'interno della piccola città, si trovano: la casa di Buffy, realmente presente nel quartiere residenziale di Torrance; utilizzata sia per le riprese esterne che per le riprese interne (tranne che per il piano superiore dove dormiva la protagonista che è sempre stato un set cinematografico) durante la prima stagione, dalla seconda in poi gli interni della casa di Buffy, sono stati ricostruiti negli studi mentre l'esterno venne continuato ad essere utilizzato solo per le riprese fuori casa, il liceo di Sunnydale, realmente esistente come Torrance High School, teatro delle fantastiche avventure delle prime tre stagioni; il College di Sunnydale (che in realtà è la rielaborazione dello stesso liceo), in cui si svolge gran parte della quarta stagione; ed infine la Town Hall che, nella terza stagione, costituisce la residenza del Sindaco. Particolare la presenza di dodici cimiteri gotici che, nel corso della serie, vedono Buffy effettuare regolari ronde per contrastare la spontanea fuoriuscita di vampiri. La cittadina costeggia il deserto del Mojave e l'Oceano Pacifico, di cui si hanno spettacolari visuali della spiaggia locale.
L'aspetto coreografico della cittadina resta frutto dell'opera scenografica voluta dalla produzione. Di sfuggita, nella terza stagione della serie, nella sala del Sindaco, figura una gigantografia della pianta di Sunnydale; questa, in realtà, è la semplice copia esatta della mappa stradale della Contea di Santa Barbara. Della stessa sono anche diverse riprese, più volte utilizzate dalla quarta stagione in poi.

## Colonna sonora

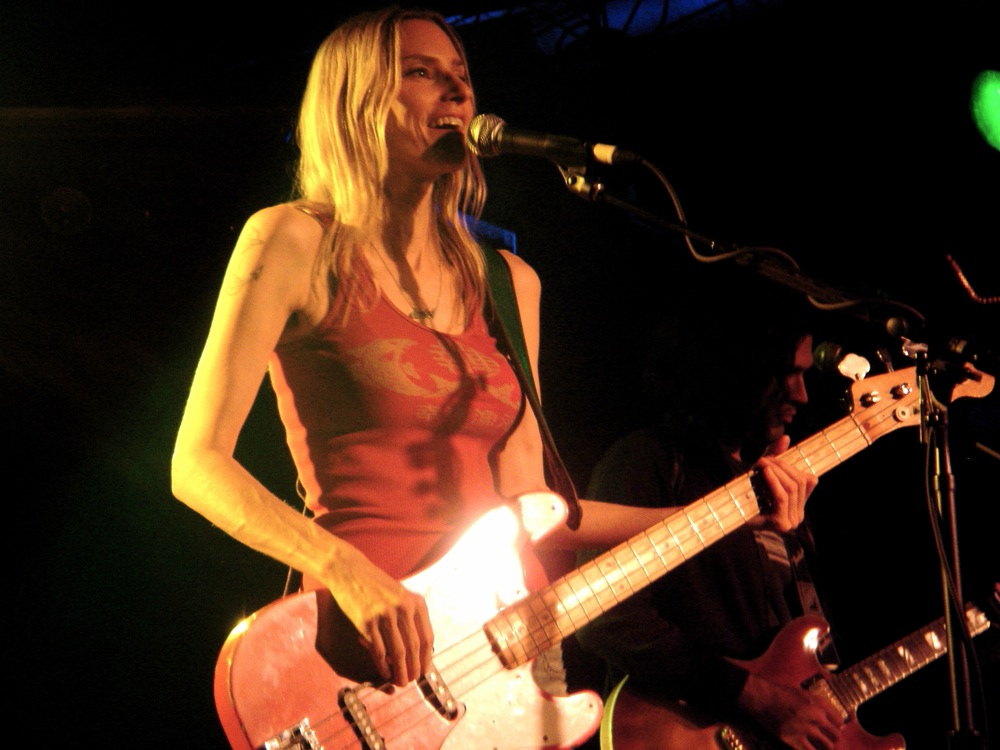
La cantante Aimee Mann nell'episodio Addormentato

La serie di Buffy è caratterizzata da un mix originale di musica pop, rock e indie. I compositori impiegavano circa sette giorni per arrangiare tra i quattordici e i trenta minuti di musica per episodio. Christophe Beck ha rivelato che i compositori di Buffy si sono serviti di computer e sintetizzatori, limitandosi a registrare uno o due «veri» campioni, sebbene il loro obiettivo fosse produrre una colonna sonora che raggiungesse lo standard di un film.
La maggior parte degli episodi si rifà alla musica indie rock, generalmente suonata nel punto di ritrovo dei personaggi della serie, il locale chiamato Bronze. John King, supervisore della colonna sonora, ha spiegato che «a loro piace usare band poco note» che «credibilmente potrebbero suonare in quel locale». Ad esempio, il gruppo fittizio dei Dingoes Ate My Baby è inscenato sullo schermo, di fronte al gruppo Four Star Mary.
Si è evitato quanto più possibile di dare tanta presenza a canzoni pop molto note ma, negli episodi di maggior rilievo, figurano di fatto artisti famosi, come Sarah McLachlan, blink-182, Tianmu Ciechi, Aimee Mann (che ha avuto anche una battuta di dialogo), Cibo Matto, e Michelle Branch. A causa della popolarità delle canzoni utilizzate nella serie, sono state pubblicate alcune compilation di musica tratta dalla serie.

## Sequenza di apertura
La sequenza di apertura di ogni episodio della serie consta di una sigla iniziale di circa 56 secondi, in cui come da tradizione figurano i personaggi principali e i nomi dei principali responsabili della serie.
Le immagini che compongono la breve clip iniziale sono aggiornati da stagione a stagione. Si trovano però due particolari che persistono per tutte le diverse sigle della serie: il libro intitolato Vampyr, presente nel primo episodio della prima stagione Benvenuti al college, e la croce donata a Buffy da Angel.
La musica che accompagna la sigla è eseguita dalla band punk rock Nerf Herder.
Il brano è stato accostato ad una canzone, intitolata "Codo", incisa negli anni ottanta dalla band pop tedesca DÖF, acronimo di Deutsch-Österreichisches Feingefühl.
I Nerf Herder hanno però sempre sostenuto di non aver mai sentito parlare dei DÖF. Tra i commenti al primo episodio, contenuti nell'edizione in DVD della serie, Whedon tratta la scelta della colonna sonora per la sigla. Rivela che tale decisione fu motivata dalle preferenze espresse dall'attrice Alyson Hannigan (Willow Rosemberg nella serie), dopo che Whedon propose il brano al cast.
La sequenza si apre con alcune battute di organo che richiamano i cliché dell'horror anni sessanta-settanta, per venire immediatamente sovrastate dall'irrompere delle chitarre elettriche, simboleggianti l'ingresso degli elementi della cultura giovanile contemporanea. La musica, quindi, fa da sfondo a immagini di un cast giovane, coinvolto nella turbolenta adolescenza.

## Impatto culturale

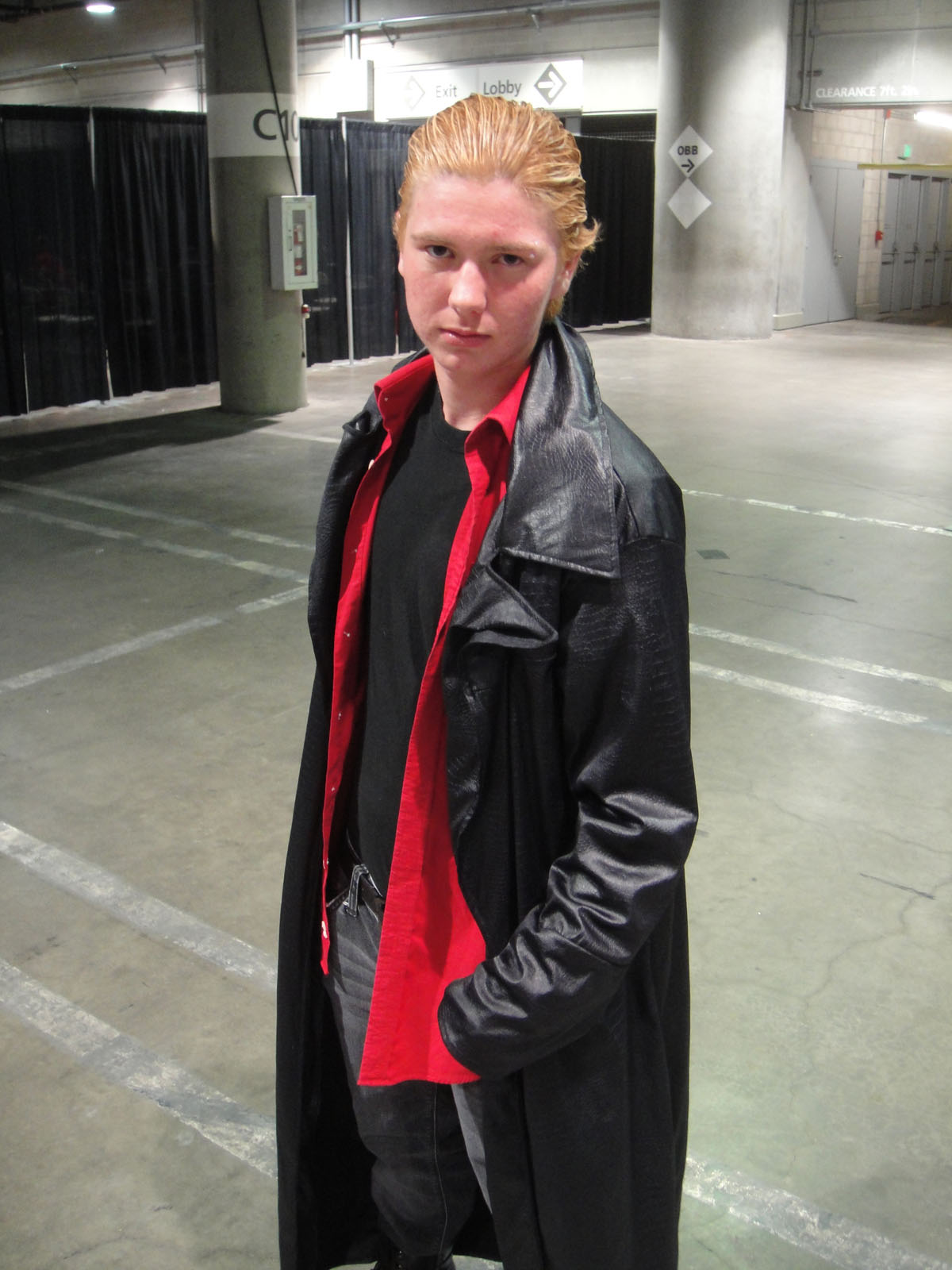
Cosplayer di Spike al Comikaze Expo del 2011

Dal successo della serie di Buffy, ne è riuscito un notevole effetto sul pubblico, e di conseguenza sui media in diverse forme. Ha stimolato, infatti, emittenti televisive alla produzione di nuove serie sullo stampo di esso, ed è stato citato in numerose occasioni. Ha infine ispirato più parodie, tra cui, le più conosciute: Fluffy, the Vampire Slayer e HellmouthCentral - Hi! It's the Joss-verse... stupid.

### Effetto sui media
Testate di spicco della stampa specializzata (All Movie Guide, The Hollywood Reporter e il Washington Post) hanno definito la serie "influente".
L'autunno 2003 vide diversi nuovi show in via di produzione negli Stati Uniti in cui vi partecipavano forti presenze femminili, dotate di poteri sovrannaturali o destinate a destini fuori dal normale, contemporaneamente al loro tentativo di condurre un normale stile di vita; tra questi: Dead Like Me, Joan of Arcadia, Streghe, Ghost Whisperer. Bryan Fuller, il creatore di Dead Like Me, disse che Buffy «mostrava come le giovani donne potessero trovarsi in situazioni sia fantastiche che legate, e invece di portare le donne fuori dalla scena, le mettesse al centro».
Russell T. Davies, il produttore esecutivo di Doctor Who, serie di cui Buffy l'ammazzavampiri s'appropriò di alcuni elementi (per altro citata nell'episodio Diamante ghiacciato), disse: «Buffy ha mostrato al mondo intero e ad un'industria in sempre più grande espansione, che scrivere di mostri e demoni e dell'apocalisse non è un lavoro da scribacchini, bensì può mettere alla prova il meglio. Whedon ha eliminato un ostacolo per tutti gli scrittori, non solo per quelli del genere, ma per ognuno di noi.» Esiste inoltre un risvolto diretto sui media compiuto dai membri della produzione della serie nella partecipazioni ad altri successivi show. Tra i vari si possono ricordare Tru Calling (Doug Petrie, Jane Espenson e addirittura l'attrice principale Eliza Dushku), Wonderfalls (Tim Minear), Point Pleasant (Marti Noxon), Jake 2.0 (David Greenwalt), The Inside (Tim Minear), Smallville (Steven S. DeKnight) e Lost (Drew Goddard, David Fury).

### Citazioni su giornali e riviste
Il successo della serie è stato seguito anche da pubblicazioni editoriali che vanno da quotidiani come il Resto del Carlino, a riviste a tiratura nazionale come Cosmopolitan, Donna Moderna, Grazia, Vanity Fair, Cioè, Pop's, Ciak, fumetti horror come Dylan Dog, riviste che trattano il genere come HorroMania e, naturalmente molte guide televisive.

### Nelle università
La serie televisiva Buffy l'ammazzavampiri è stata più volte soggetto di studi universitari, riconosciuta infatti come dato da analizzare nello studio della cultura popolare e come argomento per lezioni didattiche; e questo fenomeno ha riscontrato un continuo aumento. Anche se non è ufficialmente riconosciuta come disciplina vera e propria, il termine americano "Buffy studies" è piuttosto usato tra coloro che rivedono gli scritti universitari riguardo alla serie. Questo fatto ha però sollevato delle critiche. Ad esempio lo stesso Jes Battis, autore del libro Blood Relations in Buffy and Angel, ammette che lo studio dell'universo di Buffy «invoca una difficile combinazione di entusiasmo e ira», e raccoglie «un certo disappunto da parte di chi siede nelle aule universitarie». Tuttavia Buffy ha portato alla pubblicazione di una ventina di libri e centinaia di articoli di analisi della serie stessa, anche attraverso diverse prospettive di carattere disciplinare, come sociologia, scienze delle comunicazioni, psicologia, filosofia.

### Censura
Negli Stati Uniti la serie ha subito numerosi tagli riguardo a scene di violenza ritenute troppo cruente per un pubblico minorenne. Un esempio riguarda l'episodio Il DNA del campione, in cui sono state tagliate le scene in cui i demoni fuoriescono dai corpi dei campioni di nuoto, provocando la lacerazione della pelle e la fuoriuscita di organi interni. Un altro episodio pesantemente tagliato è stato Perversi nel quale Willow, in preda alla collera per aver perso la sua ragazza, Tara, per mano di Warren, lo scuoia vivo. La scena dello scuoiamento fu tagliata nell'edizione italiana per poi essere reinserita nell'edizione in DVD. Inoltre, altre censure furono eseguite in seguito ai reclami mossi dal Parents Television Council riguardo all'episodio Diamante ghiacciato, accusato di contenuti troppo espliciti per un pubblico minorenne, in particolare la scena di sesso violento tra Buffy e Spike. La BBC respinse la richiesta, limitandosi ad effettuare qualche taglio sul contenuto dal controverso aspetto sessuale. In seguito a queste censure, Buffy l'ammazzavampiri figura al primo posto nella classifica di ParentsTV.org, come peggior serie televisiva adatta a minori. Quest'atto di censura è poi stato inoltrato nell'edizione italiana della serie, sia nell'edizione televisiva che nell'edizione in DVD. Un altro episodio provvisto di censura internazionale è l'undicesimo della sesta stagione, Scomparsa, che raffigura contenuti violenti e sessuali troppo espliciti per una serie TV vista anche da minori.

### Seguito da parte dei fan
La popolarità di Buffy ha portato alla creazione di forum, fanfiction, e diverse produzioni indipendenti riguardo alla serie, ma in particolare di siti web dedicati alla serie, tra cui i più popolari: Buffy Italian World e Buffy Maniac. Inoltre la Diamond Select Toys & Collectibles ha realizzato alcuni modellini dei personaggi più popolari della serie televisiva.

## Spin-off

### Angel
Lo spin-off Angel è stato lanciato nell'ottobre del 1999, in contemporanea all'inizio della quarta stagione di Buffy. La serie è stata creata dello stesso autore della serie madre, Joss Whedon, il quale ha collaborato con David Greenwalt; come per Buffy, la società di produzione è la Mutant Enemy. In più episodi, la trama di Angel si rivela in commistione con quella di Buffy attraverso la partecipazione reciproca dei rispettivi protagonisti di una serie, nell'altra. Le due serie restano, però, visibili indipendentemente uno dall'altra.

## Continuazioni della serie
Nel Paley Festival del 2008, Joss Whedon ha osservato che sarebbe stato entusiasta nel riunire il cast della serie per «continuare la storia» in forma di un film o di un altro show. Tutti i partecipanti del Festival, a cui hanno presieduto i principali componenti del cast della serie, sono rimasti eccitati dall'idea.
In tale nota, Joss disse che il personaggio di Oz sicuramente apparirà nei progetti a venire, mentre per quel che riguarda il futuro del fumetto su cui ora si sta concentrando la produzione, Joss sarebbe volentieri disposto a gettare tutto all'aria, se fosse possibile la riconciliazione del cast in un altro show o film. Tutto il cast gioì all'idea.
Sarah Michelle Gellar ha però garantito la sua disponibilità a seconda di un'accettabile riuscita dello script per l'eventuale film.
La serie ha avuto anche una continuazione fumettistica, con un'ottava stagione pubblicata dalla Dark Horse Comics, scritta dallo stesso Whedon e da altri autori.

### Fumetti
Al personaggio di Buffy sono state dedicate numerose collane a fumetti, più o meno inserite nella continuity della serie televisiva e opera di diversi autori, fra cui lo stesso Whedon. Un caso particolare è la suddetta "ottava stagione" che prosegue la storia di Buffy al di fuori della televisione, pubblicata dalla Dark Horse dal 14 marzo 2007. La produzione è sempre affidata a Whedon, che è anche autore del primo arco narrativo della serie: The Long Way Home (La lunga strada verso casa).

### Progetti incompiuti

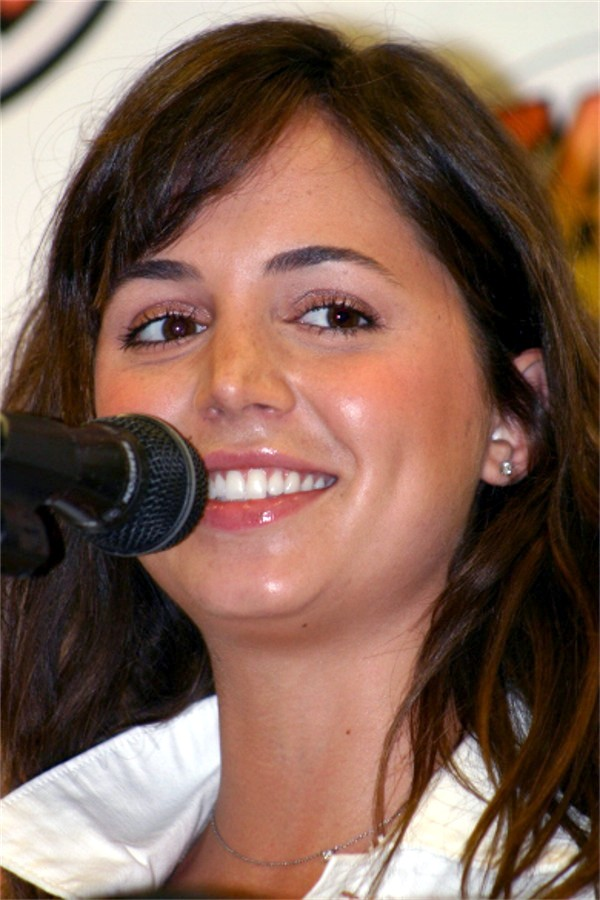
Eliza Dushku, la potenziale protagonista di una delle serie non prodotte

La popolarità di Buffy e Angel ha portato a numerosi tentativi di lanciare altre produzioni sull'universo Buffy. Tali progetti restano però tuttora irrealizzati. Nel 2002, si è parlato di due potenziali spin-off: la serie animata di Buffy e Ripper.
Riguardo al progetto della serie animata, Whedon e Jeph Loeb dovevano essere i produttori esecutivi, e la maggior parte del cast di Buffy ritornare come doppiatori dei personaggi animati corrispondenti. La 20th Century Fox si mostrò interessata allo sviluppo e la vendita dello show a un'altra rete televisiva. Nel 2004 si completò una puntata pilota come presentazione del progetto, che però non è mai stato sviluppato. Whedon ha dichiarato al The Hollywood Reporter: «Semplicemente non siamo riusciti a trovargli una sistemazione. Abbiamo ricevuto sei o sette sceneggiature esilaranti dal nostro staff, ma nessuno li volle». Né l'episodio pilota né gli script sono stati visti al di fuori del settore cinematografico.
Ripper è stato originariamente proposto come serie televisiva basata sul personaggio di Rupert Giles, interpretato da Anthony Head. Informazioni più recenti hanno suggerito che, se si fosse mai realizzato Ripper, sarebbe stato lanciato come film TV o come film distribuito direttamente in DVD.
Non si sentì parlare del progetto come serie televisiva fino al 2007, quando Joss Whedon s'era accordato per uno speciale di 90 minuti di Ripper in onda sulla BBC, con la presenza di Anthony e della stessa BBC.
Nel 2003, un anno dopo la prima discussione pubblica sul duplice progetto, la serie televisiva di Buffy si stava avvicinando al termine. Jane Espenson, che collaborò ad Angel, assicurò che questa volta dei due possibili spin-off si discusse, «Penso che Marti e Joss parlarono di una scuola per Cacciatrici e Tim Minear di una Faith in sella a una motocicletta. Suppongo ci fosse una sorta di avanti e indietro. La Espenson rivelò che la scuola per Cacciatrici sarebbe servita all'addestramento per nuove e potenziali ammazzavampiri, che includesse Willow Rosenberg», ma Whedon non pensò che un tale spin-off avrebbe funzionato bene.
L'invito per una serie TV sull'universo Buffy basata sul personaggio di Faith fu declinato da Eliza Dushku, l'attrice che lo interpretava, che aveva invece da poco concluso un accordo per la sua presenza in Tru Calling. Dushku ha spiegato a IGN: «Sarebbe stata una cosa veramente difficile da fare, non che non volessi accettare la sfida, ma avendo Buffy come precedente, il vuoto da colmare sarebbe stato troppo grande». Tim Minear spiegò alcune delle idee alla base della serie interrotta: «Lo show fondamentalmente sarà una Faith in versione Kung Fu. Questa Faith avrebbe attraversato la Terra in sella alla sua motocicletta in cerca di un posto dove trovare la sua casa».
Infine, durante l'estate del 2004 (quindi dopo la fine di Angel), si propose un film su Spike. Il film sarebbe stato diretto da Tim Minear e avrebbe avuto nel cast James Marsters e Amy Acker con la partecipazione di Alyson Hannigan. Fuori dal Saturn Awards del 2006, Whedon annunciò di aver pensato ad alcuni attori, ma senza risposta da questi.
In un'intervista a Sci-Fi Wire, Sarah Michelle Gellar alimentò nuovamente le speranze dei fan riguardo alla produzione di un lungometraggio che riportasse il suo ruolo icona sul grande schermo: «Mai dire mai,» disse. «Una delle ragioni per cui [il film originale di Buffy] non funzionò bene al cinema, e non fu per colpa di Kristy come la gente dice, è che la storia si raccontava meglio in un lungo arco di tempo, e mi preoccupa una Buffy dall'inizio-metà-fine così breve [...] Mi mostri la sceneggiatura; mi mostri che funziona, mi mostri che il pubblico la approva, e probabilmente io ci sarò. Queste sono state le cause della mia esitazione».

## Edizioni home video
Successivamente alla messa in onda della serie televisiva, sono state pubblicate tutte le sette stagioni in DVD in diverse edizioni.
- Prima edizione, ormai fuori produzione, comprendeva la prima stagione (in 1 cofanetto contenente 3 amaray da 1 DVD ciascuno), la terza stagione (in due cofanetti rigidi contenenti tre amary con 1 DVD ciascuno) e le stagioni 2,4,5,6 e 7 (in due cofanetti morbidi, digipak, con 3 DVD ciascuno).
- Seconda edizione "RESTAGE", comprendente la prima stagione, in un unico grande amaray contenente 3 DVD; le stagioni 2,3,4,5,6 e 7, in un unico grande amaray contenente 6 DVD).
- Terza edizione in DVD singoli, comprendente tutte le stagioni, in particolare le prime quattro, disponibili anche in DVD venduti singolarmente e separatamente.
- Quarta edizione, tramite TV Sorrisi e Canzoni, comprendente tutte le stagioni, vendute in allegato con la rivista in DVD singoli slim (3 per la stagione 1 e 6 per le restanti).
- Quinta edizione limitata "MonsterBox" (solo 500 pezzi), pubblicata il 2 aprile 2006, contenente le 7 stagioni in versione Restage. Non ci sono nuovi extra inclusi.
- Sesta edizione, di De Agostini, che prevede 39 uscite comprendenti un DVD singolo con fascicolo allegato, a partire dal 9 agosto 2008 e con termine previsto per 23 gennaio 2010. Il piano di vendite prevede la pubblicazione di tutte le sette stagioni della serie.[66]

## In altri media

### Gioco di carte collezionabili
Nel dicembre 2001 la Score Entertainment ha pubblicato un gioco di carte collezionabili basato sulla serie televisiva e ideato da David Eckhard
e Chaz Elliott.. Nel 2002 sono stati pubblicati due espansioni Angel's Curse e Class of '99, ma successivamente la licenza non è stata rinnovata.

### Gioco di ruolo
Nel 2001 la Eden Studios ottenne la licenza per la produzione di un gioco di ruolo basato su Buffy. Il manuale base Buffy the Vampire Slayer Roleplaying Game, scritto da C. J. Carella e basato su una versione cinematica del sistema di gioco Unisystem venne pubblicato l'anno successivo ottenendo un buon successo di pubblico e critica. Il gioco venne supportato con la pubblicazione di una mezza dozzina di supplementi, fino al 2006 quando la Eden Studio non rinnovò la licenza..

### Gioco da tavolo
Sono stati pubblicati tre giochi da tavolo basati sulla serie televisiva:
- Rob Daviau, Bill Sabram, Craig Van Ness. Buffy the Vampire Slayer: The Game. Milton Bradley, 2000.[70]
- Terry Miller Associates. Buffy the Vampire Slayer: The Board Game. Susan Prescot Games, 2000.[71]
- Georges Sil. Gefahr über Sunnydale. Tilsit Éditions, 2001[72]

### Videogiochi
Sono stati pubblicati anche dei videogiochi basati sulla serie:
- Buffy the Vampire Slayer (2000, per Game Boy Color)
- Buffy the Vampire Slayer (2002, per Xbox)
- Buffy the Vampire Slayer: Wrath of the Darkhul King (2003, per Game Boy Advance)
- Buffy the Vampire Slayer: Chaos Bleeds (2003, per GameCube, Xbox e PlayStation 2)
- Buffy the Vampire Slayer: The Quest for Oz (2004, per telefono cellulare)
- Buffy l'ammazzavampiri: Sacrificio (2009, per Nintendo DS)

## Premi
Dall'esordio, Buffy l'ammazzavampiri ha collezionato diversi riconoscimenti. Il primo arriva nel 2000, con la candidatura per un Emmy Award, in merito al particolare episodio L'urlo che uccide, notato per l'estesa sequenza totalmente priva di dialogo tra i personaggi, che invece garantiva una particolare cura dello sfondo musicale. Nel 2002, poi, la serie riceve una candidatura per un Nebula Award grazie all'episodio Un corpo freddo, caratterizzato invece dall'assenza di musica, tranne fuori campo, e incentrata sulla tragica morte della madre di Buffy. Infine l'episodio La vita è un musical, accolto da applausi agli Emmy, ma omesso per errore dalla votazione. La storica puntata entra però, poi, nella classifica dei 100 più grandi musical stilata da Channel 4. A questi si somma la candidatura per un Golden Globe, nel 2001, per Sarah Michelle Gellar, come Migliore Attrice in un serial televisivo. Nel 2003, la serie viene candidata per l'Emmy, nella categoria Migliori effetti speciali visivi, per l'episodio La prescelta. Lo stesso anno, la serie vince un premio Hugo nella categoria Miglior rappresentazione drammatica (forma breve) per l'episodio Conversazioni con l'aldilà e viene candidato nella stessa categoria anche nel 2004 per l'episodio La prescelta.